# Venezia Football Club
Il Venezia Football Club, meglio noto come Venezia, è una società calcistica italiana con sede nella città di Venezia. Milita in Serie B, la seconda divisione del campionato italiano. 
Costituito nel 2015 con la denominazione Venezia Football Club Società Sportiva Dilettantistica (semplificato in Venezia Football Club con l'accesso al professionismo nel 2016), è il depositario de facto della tradizione sportiva iniziata nel 1907 con la fondazione del Venezia Foot Ball Club e in seguito passata attraverso diverse rifondazioni e ridenominazioni (Associazione Calcio Venezia dal 1919 al 1930, dal 1945 al 1983 e ancora dal 1989 al 2005, Società Sportiva Serenissima nel 1930, Associazione Fascista Calcio Venezia nel 1934, Calcio Venezia nel 1983, Calcio VeneziaMestre nel 1987, Associazione Calcio Venezia 1907 nel 1991, Società Sportiva Calcio Venezia nel 2005 e Foot Ball Club Unione Venezia nel 2009).
Occupa il 27º posto fra i club italiani con la maggior tradizione sportiva, il 36º nella classifica perpetua della Serie A – categoria in cui vanta come miglior piazzamento il terzo posto conseguito nella stagione 1941-1942 – e il 9º in quella della Serie B. Prima dell'introduzione del girone unico, il Venezia aveva raggiunto la finale nazionale nel 1911-1912, perdendo nettamente contro la Pro Vercelli. Il successo più prestigioso è costituito dalla vittoria della Coppa Italia 1940-1941. Insieme al Vicenza, è l'unica squadra ad aver vinto sia la Coppa Italia che la Coppa Italia Serie C.

## Storia

### La fondazione e i primi anni
Il Venezia Foot Ball Club fu fondato il 14 dicembre 1907 a Venezia da una ventina di praticanti ed appassionati attraverso la fusione delle sezioni calcistiche di due società sportive veneziane: la Palestra Marziale di Venezia e la Costantino Reyer. Il luogo prescelto dai fondatori per dar vita alla nuova realtà calcistica fu l'ormai scomparsa trattoria "Da Nane in Corte dell'Orso", a due passi dal centrale campo San Bartolomeo.
Fra i fondatori vi furono il terzino destro elvetico Walter Aemisseger, proveniente dalla squadra svizzera del Winterthur e primo capitano della squadra, Guido Battisti, Antonio Borella, Gerardo Bortoletti, Davide Fano, il primo presidente, Aldo Federici, detto "Baciccia", mediano destro e poi anche allenatore, Pietro Golzio, detto "Pioppa", Silvio Lorenzetti, Pietro Piccoli, Primo Pitteri, Alessandro Santi, Marcello Santi, Luigi Vianello, Pietro Visintin e Mario Vivante.
In quegli anni le partite dei leoni lagunari si disputavano nella pineta di Sant'Elena, avendo cura di tracciare di volta in volta le linee del campo. Gli allenamenti si svolgevano invece nel campazzo delle Chiovere. Le prime partite del Venezia furono giocate contro le squadre venete del Padova, del Verona e del Vicenza, nonché contro gli equipaggi delle navi che giungevano al porto di Venezia. Il primo incontro disputato dai lagunari fu giocato il 22 dicembre 1907 contro la formazione vicentina e terminò con il risultato di 1-1.
Tra il 1908 ed il 1910 il Venezia disputò due campionati dell'allora Terza Categoria, intervallati da uno di Prima Categoria disputato nel 1909. Al debutto nel campionato di massima serie i lagunari vennero ammessi direttamente alla semifinale contro i campioni lombardi, in quanto unica iscritta veneta, ma nel doppio confronto con i meneghini dell'U.S. Milanese furono letteralmente sommersi di reti (perdendo 7-1 l'andata e 11-2 il ritorno), dimostrando di non essere ancora competitivi per la Prima Categoria.

### Anni 1910
Dal campionato 1910-1911 i neroverdi si insediarono saldamente in Prima Categoria. Nel 1911-1912 il Venezia, dopo aver vinto il girone veneto-emiliano, raggiunse la finale nazionale contro la Pro Vercelli, perdendo poi per 7-0 all'andata e per 6-0 al ritorno. Il 7 settembre 1913 fu inaugurato il campo sportivo di Sant'Elena completo di recinto, spogliatoi e tribuna coperta per più di 500 spettatori.
Nella stagione 1914-1915, ultimo campionato disputato prima della Grande Guerra, i lagunari approdarono, venendo peraltro subito eliminati, nel girone A di semifinale con Casale, Genoa e Juventus. Durante la prima guerra mondiale l'attività calcistica a Venezia non cesserà mai totalmente grazie all'impegno della società minore lagunare Aurora F.B.C. Tra i giocatori distintisi in questo periodo si segnalano i tre triestini, all'epoca cittadini stranieri dell'Impero austro-ungarico, Stritzel, Riccobon e Marincich, oltre al centravanti Umberto Vecchina.
Nell'aprile 1919, a palazzo Gritti-Faccanon, nell'allora sede del Gazzettino, i soci del Venezia F.B.C. e dell'Aurora F.B.C., società minore lagunare, decisero di unire le forze ribattezzando la squadra neroverde in Associazione Calcio Venezia. Nell'occasione anche il Governo contribuì al rilancio del sodalizio lagunare con un contributo straordinario di 40 000 lire, quale indennizzo per aver utilizzato il campo sportivo come base militare.

### Anni 1920
Dopo un periodo di alti e bassi, durante il quale retrocesse in Seconda Divisione nel 1921-1922 a seguito di uno spareggio con la Rivarolese (non previsto dal regolamento, ma organizzato dalla Federazione dopo la ricomposizione dello scisma FIGC-CCI), ritornò in Prima Divisione al termine della stagione 1925-1926. La Prima Divisione però, in seguito a una riforma dei campionati e alla creazione del nuovo campionato di massima serie, la Divisione Nazionale, non era più la massima serie, ma il secondo livello dei campionati italiani.
Nel 1926-1927 il Venezia partecipò così al campionato di prima divisione, classificandosi 6º su dieci squadre partecipanti. Nel frattempo l'8 maggio 1927 dopo una lunga ristrutturazione viene inaugurato a Sant'Elena il nuovo Campo Sportivo Fascista alla presenza del Ministro delle finanze Giuseppe Volpi e del presidente del C.O.N.I. Lando Ferretti, la rinnovata struttura ha ora una capienza di 10.000 spettatori.
In Prima Divisione anche nella stagione 1927-1928 i veneziani giunsero secondi nel girone A alle spalle dell'Atalanta, venendo poi ammessi d'ufficio in Divisione Nazionale per delibera della FIGC insieme ad altre sette squadre:
(Deliberazione della FIGC riportata da La Stampa del 29 giugno 1928, p. 5.)
I due gironi da sedici squadre così costruiti avrebbero dunque avuto il duplice scopo sia di assegnare il titolo del 1929 – che per ovvi motivi di tempistica a quel punto non sarebbe stato disputato con un torneo conclusivo, bensì reintroducendo per un'ultima volta la finale (e per lo stesso motivo anche la Coppa CONI non fu disputata) –, sia quello di suddividere le società in un raggruppamento d'élite e in uno cadetto per le stagioni a venire. In particolare, metà delle società avrebbero costituito la Divisione Nazionale Serie A, quelle classificate tra la nona e la quattordicesima posizione la Divisione Nazionale Serie B insieme alle quattro vincenti della Prima Divisione, mentre le ultime due classificate di ogni girone sarebbero state addirittura retrocesse in Prima Divisione. Il Venezia, tra alcune vittorie (5-2 alla Pro Vercelli) e pesanti rovesci (sconfitta 10-2 a Milano contro l'Ambrosiana con 5 gol di Meazza), giunse 11º e retrocesse in Serie B.
La partecipazione alla Divisione Nazionale regalò alla società veneziana una situazione finanziaria tutt'altro che florida tanto che i lagunari rinunciarono alla prima trasferta a Fiume nel campionato 1929-1930, pur tuttavia alla fine del torneo di Serie B riuscirono ad ottenere la salvezza. L'estate 1930 portò delle novità con il cambio di denominazione, un modo per evitare che la gran mole di debiti accumulatisi potesse aver effetti sulla squadra. La nuova società venne ribattezzata Società Sportiva Serenissima e furono cambiati anche i colori sociali con l'adozione del rosso veneziano della bandiera del Leone di San Marco, mentre sul petto venne apposto il classico leone marciano.

### Anni 1930
Nel maggio 1931, in occasione del Concorso Ginnico Internazionale Femminile, lo Stadio veneziano di Sant'Elena venne intitolato all'aviatore Pier Luigi Penzo.
Con la nuova denominazione il Venezia disputa quattro campionati di Serie B, al termine della stagione 1933-1934 la S.S. Serenissima è condannata alla retrocessione. Retrocessione poi annullata per un allargamento della categoria nella stagione successiva le cui partecipanti passarono da 26 a 32 squadre. La società riuscì a mantenere la Serie B, ma non fu l'unica novità della stagione 1934-1935: venne nominato un commissario straordinario nella persona di Tommaso Pasquali, mentre la società dal 1º agosto 1934 ritornò a chiamarsi Associazione Calcio Venezia (seppur con l'aggiunta, all'epoca inevitabile, dell'aggettivo Fascista). Inoltre ci fu il ritorno ai tradizionali colori neroverdi. Alle novità societarie non fecero riscontro quelle sportive, il Venezia al termine del campionato retrocesse nella nascente Serie C.

Francesco Pernigo, a Venezia dal 1938 al 1947, miglior marcatore di tutti i tempi dei lagunari.

La prima esperienza in terza serie fu molto breve perché i veneziani vinsero subito il campionato, davanti a Vicenza, Udinese e Padova, e tornarono a disputare la Serie B, raggiungendo in quell'anno anche i sedicesimi di finale di Coppa Italia, dove il Venezia fu sconfitto 2-0 dalla Lazio. Punto di forza di quella formazione era "la mediana di ferro" Varini-Biffi-Kossovel. Nella stagione successiva in Serie B il Venezia si salvò grazie ad un torneo di qualificazione giocato tra Pro Vercelli, Messina e Catania, giunte quartultime insieme ai neroverdi. Nonostante un torneo all'italiana di andata e ritorno, le quattro squadre terminarono a pari punti. Solo ulteriori spareggi in campo neutro portarono il Venezia a giocarsi la salvezza nella gara decisiva giocata a Roma l'11 luglio 1937 contro il Catania e vinta per 4-0. Nello stesso anno il Venezia raggiunse gli ottavi in Coppa Italia contro il Milan. Tra i giocatori distintisi in questo periodo di storia del Venezia si ricordano Giovanni "Nane" Vecchina, poi pluricampione d'Italia con la Juventus e nazionale azzurro, il portiere De Sanzuane e Aldo Gorini che disputò i suoi quindici anni d'attività indossando solo la maglia dei lagunari.
Nel 1937, con la salita alla presidenza di Arnaldo Bennati, inizia un periodo di grande ascesa del Venezia. Il nuovo presidente ricostruisce dalle fondamenta la società nero verde. Nel campionato di Serie B 1937-1938, nel quale il Venezia giunge ottavo, Bennati getta le basi della successiva stagione facendo seguire giocatori importanti come Víctor Tortora e Giovanni Alberti, che a fine campionato approderanno in laguna. Nella stagione 1938-1939 il Venezia parte con grandi ambizioni riuscendo a conquistare la promozione in Serie A grazie al secondo posto alle spalle della Fiorentina. Un secondo posto raggiunto all'ultima giornata andando a vincere a Bergamo con l'Atalanta (1-0), affiancandola in classifica e ottenendo la promozione grazie ad un miglior quoziente-reti. Il gol della vittoria, segnato davanti a 5 000 tifosi lagunari, è di Francesco Pernigo, che è tuttora il giocatore lagunare ad aver realizzato il maggior numero di gol (45) nei campionati giocati in serie A. Tra i grandi artefici della promozione anche Giuseppe Girani, allenatore subentrato a campionato in corso e che guiderà i veneziani anche nella stagione successiva. Girani sarà una figura molto importante del calcio veneziano di quell'epoca tanto da rivestire in seguito importanti ruoli dirigenziali.
La partecipazione alla Serie A porta ad una nuova ristrutturazione dello stadio Pier Luigi Penzo, con una capienza che viene raddoppiata, dai 10.000 si passa ai 22.000 dopo i prolungamenti delle tribune e delle gradinate esistenti, e le curve trasformate a gradoni.

### Anni 1940: il periodo di gloria
(Gianni Brera)

Ezio Loik e Valentino Mazzola, i due maggiori protagonisti della squadra salita alla ribalta nazionale nei primi anni 1940.

Con il ritorno in Serie A dopo dodici anni di assenza la rosa del Venezia viene rinforzata. Arrivano Busidoni, Di Gennaro, Stefanini, ma soprattutto esordisce Valentino Mazzola, il quale si rivelerà il più forte giocatore che abbia mai indossato la maglia del Venezia. In servizio militare a Venezia, il marinaio Mazzola, dopo essersi messo in luce al campo dei Bacini giocando degli incontri tra rappresentative militari, fece un provino con il Venezia che lo acquistò poi dall'Alfa Romeo, squadra di Serie C emanazione dell'omonima azienda milanese. In campionato il Venezia, dopo essersi preso il lusso di battere in casa i futuri campioni d'Italia dell'Ambrosiana, conclude onorevolmente al decimo posto. I lagunari in quegli anni colpirono a tal punto la stampa nazionale che venne addirittura presa in considerazione la possibilità di trapiantare in nazionale il blocco del Venezia. In quella stagione comunque in azzurro ci arrivò il neroverde Guido Corbelli.
La stagione 1940-1941 fa entrare il Venezia negli annali del calcio italiano. A rinforzare i lagunari allenati da Giovanni Battista Rebuffo arrivano Piazza, Alberico, ma soprattutto il fiumano Ezio Loik. Quest'ultimo, acquistato dal Milan, nel Venezia formerà con Mazzola una formidabile coppia di mezzali che farà la fortuna dei neroverdi e successivamente anche del Grande Torino. Se in campionato i lagunari non vanno oltre il 12º posto, arrivano invece alla finale della Coppa Italia con la Roma: dopo il pareggio per 3-3 nella capitale che aveva visto i veneziani pareggiare dopo l'iniziale tripletta del romanista Amedeo Amadei, il Venezia allo stadio Penzo riesce a battere la Roma per 1-0, grazie ad una rete di Loik; si aggiudica così la Coppa Italia e iscrive per la prima volta il proprio nome nell'albo d'oro dei trofei nazionali grazie a questa formazione: Fioravanti, Piazza, Di Gennaro, Tortora (il capitano), Puppo (il giocatore con più presenze in A del Venezia: 145), Stefanini, Alberti, Loik, Pernigo, Diotalevi, Mazzola, Alberico.
L'anno successivo, con il tricolore della Coppa Italia appuntato al petto, il Venezia ha addirittura lo scudetto a portata di mano. La coppia Loik-Mazzola dà il meglio di sé, mentre Pernigo arriva a segnare 12 reti in campionato. A poche domeniche dal termine, i neroverdi hanno l'occasione di fermare la Roma ospitandola al Penzo, ma dopo aver fallito un rigore i lagunari perdono incredibilmente la partita compromettendo il campionato. A nulla serve rimanere in corsa sino alla fine e sconfiggere allo stadio Penzo il Torino per 3-1: il campionato sarà vinto dai capitolini con 42 punti davanti al Torino (39) ed al Venezia (38), un finale sin troppo scontato e che lascerà molta amarezza al presidente Bennati. Non miglior sorte avranno i veneziani in Coppa Italia, nella quale verranno sconfitti in semifinale dal Milan per 2-1. Il 5 aprile 1942 Loik e Mazzola esordiscono in Nazionale nella gara vinta per 4-0 con la Croazia.

La consegna della Coppa Italia 1940-1941 al capitano veneziano Víctor Tortora.

La vendita nell'estate 1942 di Loik e Mazzola al Torino, per l'allora esorbitante cifra di un milione, sommata all'abbandono di Piazza, rompe il perfetto giocattolo lagunare che la stagione successiva in Serie A ottiene solo una stentata salvezza, pur raggiungendo ancora una volta la finale di Coppa Italia, dove il Venezia viene sconfitto 4-0 a Milano dal Torino, con una rete segnata anche da Mazzola. L'anno successivo, l'Italia è spezzata in due dalla guerra e si disputa un campionato ridotto limitato all'Alta Italia. Il Venezia riesce ad arrivare al triangolare finale con Spezia e Torino, ma a prevalere saranno i primi grazie anche alla sconfitta subita dal Venezia (2-5) nell'ultima gara contro i granata degli ex Loik e Mazzola.
Il calcio nazionale torna dopo la guerra con il campionato Alta Italia 1945-1946. Il Venezia arriva penultimo davanti alla Sampierdarenese. L'anno successivo ripristinata la serie A, i neroverdi nonostante i 13 gol di Ottino (miglior goleador in una stagione di serie A del Venezia) retrocedono in Serie B, assieme al Brescia. Contemporaneamente lascia la presidenza Arnaldo Bennati, e dopo un decennio di calcio ad alti livelli inizia un periodo di incertezza societaria.

Il competitivo Venezia della stagione 1941-1942, terzo classificato in Serie A, al suo miglior risultato della storia nella massima serie italiana a girone unico.

Nella stagione 1947-1948 il Venezia ottiene un ottimo quarto posto, mentre nell'annata successiva il direttore sportivo Giuseppe Girani e l'allenatore Mario Villini riescono addirittura a condurre il Venezia al secondo posto del campionato di Serie B ottenendo la promozione nella massima serie assieme al Como, e surclassando il Vicenza di un solo punto. Sono due annate nelle quali si mette in luce l'attaccante Adriano Zecca, autore complessivamente di 39 reti, ben coadiuvato nell'anno della promozione da Massagrande e da Mario Renosto, detto "Toceto".
È però un Venezia in grande difficoltà sia economica che societaria tanto che nell'annata della Serie A è presieduto da un consiglio di reggenza. Ceduto alla Roma il cannoniere Zecca, il Venezia non si dimostra all'altezza della massima serie, arrivando ultimo in classifica con soli 16 punti. Dopo aver cambiato tre allenatori ed inanellato tante brucianti sconfitte, il sogno del ritorno in Serie A s'interrompe dopo una sola annata. Nell'estate 1950 viene ceduto al Milan Mario Renosto, che con i rossoneri vince subito lo scudetto.

### Anni 1950
Inizia un periodo contraddittorio in cui il Venezia del dopo-Bennati paga da un lato l'assenza di un ambiente solido attorno alla società e dall'altro una certa latitanza delle amministrazioni comunali nel supportare logisticamente il Venezia.
Neanche in Serie B il Venezia brilla particolarmente, arrivando lontano dalle posizioni di testa nonostante un attaccante come Broccini capace di segnare 20 reti. Peggio andrà nella stagione 1951-1952 dove non servirà nemmeno richiamare l'allenatore dell'ultima promozione in massima serie Mario Villini per evitare la retrocessione in Serie C. Sono annate nelle quali si cerca di valorizzare i giovani locali come Nordio, Bonafin, Stivanello molti dei quali faranno un'ottima carriera nelle categorie superiori.

I lagunari che riconquistarono la Serie B nell'annata 1955-1956.

Il limbo della serie C durerà quattro annate, nel mezzo vi fu l'ascesa alla presidenza di Mario Valeri Manera che diede nuovo impulso al sodalizio veneziano. Nell'annata 1953-1954 il Venezia sfiorò la promozione arrivando terzo ad un solo punto dall'Arsenaltaranto grazie anche alle 12 reti di Scroccaro. La vera svolta si ebbe nel 1955-1956 quando venne chiamato sulla panchina neroverde Carlo Alberto Quario. Il tecnico era reduce da una promozione in Serie B due anni prima con il Parma ed anche in laguna si dimostrò vincente riuscendo a portare il Venezia in Serie B al primo tentativo. Fu un campionato molto combattuto che vide i veneziani dover affrontare nelle ultime due giornate le antagoniste alla vittoria finale, Sambenedettese e Carbonsarda. Dopo aver pareggiato nelle Marche, la successiva vittoria allo stadio Penzo per 2-0 sulla Carbonsarda permise ai lagunari di conquistare la promozione affiancando la Sambenedettese al primo posto e superando i sardi di un punto. Una promozione fondata su un gruppo di giocatori che anche negli anni a venire regalarono soddisfazioni come il portiere Bertossi, i difensori Fragni e Tesconi, il centrocampista Mion e un terzetto di grandi marcatori come Bozzato, Calegari e Barison capaci di trascinare a suon di reti nella stagione successiva i veneziani nelle prime posizioni della Serie B. Barison passò poi al Genoa e successivamente al Milan per poi debuttare anche in Nazionale. L'allenatore Quario venne anche premiato con il Seminatore d'oro per quella sua prima stagione in Serie B con i veneziani.
Nonostante la cessione di Barison il Venezia nell'anno del cinquantesimo di fondazione lotta sino alla fine per la promozione in Serie A. La sconfitta in casa della capolista Triestina e quella successiva con il Palermo compromise a poche giornate dal termine la corsa al secondo posto a favore del Bari. Un'annata che comunque mise in luce molti giovani provenienti dalle formazioni minori veneziane come Milan, Canella, Ardizzon, Cicogna e il portiere Bubacco.

Una fase di gioco di Venezia-Atalanta del campionato 1958-1959.

Nel campionato 1958-1959 la presidenza passò ad un commissario straordinario, Bruno Boccanegra, che la mantenne per due annate. La stagione non fu particolarmente brillante con un nono posto finale. Decisamente meglio il cammino in Coppa Italia dove i neroverdi furono eliminati in semifinale dall'Inter per poi perdere anche la finale per il terzo posto (1-2) con il Genoa.
Dopo quattro annate lascia la panchina veneziana Carlo Alberto Quario, gli succede Giovanni Costanzo ma i risultati saranno inferiori alle attese. Al termine del campionato i neroverdi condividono il terzultimo posto con Simmenthal Monza e Taranto. Agli spareggi il Venezia dopo la sconfitta con il Monza (0-2) riesce a vincere con il Taranto (4-2) che alla fine retrocederà in Serie C non riuscendo a sconfiggere il Monza.

### Anni 1960
Nella stagione 1960-1961 sale ai vertici societari in qualità di commissario l'imprenditore Anacleto Ligabue che subito richiama sulla panchina Carlo Alberto Quario. La scelta si rivela ancora una volta vincente dato che i lagunari disputano un campionato perfetto che li vede chiudere al primo posto, davanti a Mantova e Palermo. Un organico vincente in cui si mise in evidenza il giovane veneziano Gianni Rossi come anche i tanti nuovi arrivi di quella stagione quali De Paoli, Frascoli, Grossi e soprattutto l'attaccante Raffin, autore di 17 reti. Il trionfo venne celebrato con il tradizionale corteo acqueo dei tifosi che dallo stadio Penzo a Piazza San Marco circondarono festanti la bissona con a bordo i giocatori.
Il campionato di Serie A 1961-1962 è una stagione di grandi soddisfazioni per il Venezia che, sotto la presidenza del conte Giovanni Volpi di Misurata, ottiene la salvezza conquistando il 12º posto davanti alla Juventus, battuta 3-0 a Sant'Elena. Acquistato il forte centrocampista Juan Santisteban dal Real Madrid, dopo un inizio stentato i neroverdi disputano infatti un buon campionato, togliendosi la soddisfazione di battere, davanti ad uno stadio Penzo gremito di 25.000 persone, perfino il Milan di Ghezzi e Greaves che poi si aggiudicherà lo scudetto: 2-1 il risultato con gol di Bruno Siciliano e Raffin. Proprio quest'ultimo, anche in Serie A dimostrerà il suo valore segnando 11 reti.

Gianni Grossi, simbolo della squadra negli anni 1960 e pluripresente in maglia veneziana.

L'anno successivo, dopo l'ottimo esordio allo stadio San Siro contro la squadra campione d'Italia del Milan con uno spettacolare 3-3, il Venezia chiude il girone d'andata con soli 11 punti all'attivo. Nel girone di ritorno il Milan viene nuovamente battuto al Penzo per 2-1, ma a causa di una bottiglietta lanciata in campo che colpì il milanista David costringendolo alla sostituzione, per la prima volta nella storia del calcio italiano viene applicata la sconfitta a tavolino per la regola della responsabilità oggettiva. I lagunari tentano invano di risollevarsi e, a parte la vittoria esterna per 4-1 a Firenze (la migliore in A della lunga storia dei veneziani), il campionato si chiude con la retrocessione in Serie B. Al termine della stagione, tante saranno le partenze a cominciare dall'allenatore Carlo Alberto Quario, a quella di Gino Raffin, autore di 39 reti in tre campionati.
Nei due campionati successivi i lagunari giocano in Serie B arrivando rispettivamente al 14º e 13º posto. Al vertice societario vi è Mario Gatto che ricoprirà il ruolo di Commissario per quasi quattro stagioni. Proprio alla terza stagione, il Venezia riesce ancora una volta ad ottenere la promozione in Serie A. Alla guida della squadra viene chiamato l'ex nazionale Armando Segato, ai confermati Mencacci, Salvemini e al giovane D'Alessi si aggiunsero Bertogna e Ferruccio Mazzola, figlio dell'indimenticato Valentino. Il Venezia termina il campionato al primo posto precedendo di un punto il Lecco.
In serie A il Venezia resta una sola stagione. Diverse le ragioni della retrocessione: se da un lato gli imprenditori veneziani non affiancarono il bravo Mario Gatto ai vertici della società, dall'altra ancora una volta gli amministratori persero l'occasione di realizzare il nuovo stadio. Neppure la campagna acquisti fu delle migliori perché, venduto il giovane Dino D'Alessi, furono acquistati due stranieri, Manfredini e Benitez, ormai in piena fase calante. Nelle prime sei giornate i neroverdi raccolgono solo 3 punti; poi a Venezia e Firenze sono i giorni tragici dell'alluvione. Ma mentre la Fiorentina ottiene il rinvio della propria partita, il Venezia viene costretto a raggiungere con mezzi di fortuna il campo del Cagliari. Perde 4-0, ma il pubblico di casa, colpito dal dramma che stava vivendo la città lagunare, tributa un lungo applauso ai veneziani. A sette giornate dal termine, con il Venezia ancora in corsa per la salvezza, al Penzo arriva l'Inter che segna con Sandro Mazzola e Corso, cui il Venezia risponde con Manfredini e Bertogna. Poi l'arbitro Sbardella prima concede una punizione ai nerazzurri, da cui scaturisce il nuovo vantaggio dell'Inter, quindi annulla due gol di Manfredini. Al termine di quell'incontro Sbardella lascerà il Penzo dal Cantiere Celli mentre i neroverdi perderanno ogni speranza di salvezza finendo quel campionato all'ultimo posto con il Lecco.

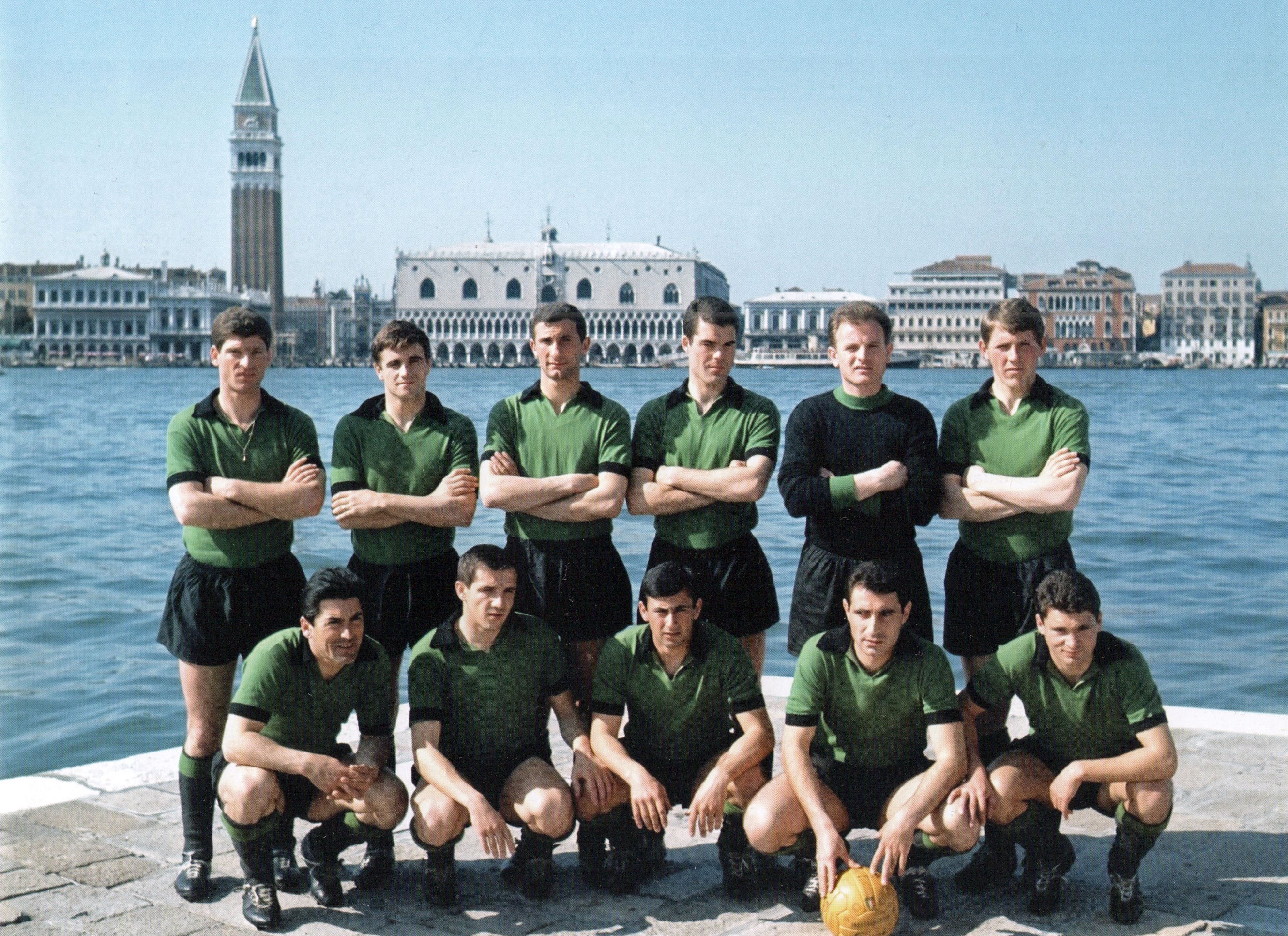
Foto di squadra del Venezia per la stagione 1963-1964 sull'isola di San Giorgio Maggiore, sullo sfondo del campanile di San Marco, con indosso la storica divisa neroverde – poi abbandonata dopo la fusione del 1987 col.

Il campionato 1967-1968 vede un Venezia che conferma molti dei giocatori dell'anno prima, ma paga a caro prezzo un'incertezza societaria che solo alla fine vedrà divenire presidente l'industriale Bruno Bigatton. Ciò non poteva che condizionare l'andamento della squadra che rimarrà vittima dell'incredibile equilibrio di un campionato che vide ben cinque squadre arrivare al terzultimo posto. Ne seguirono dei lunghi spareggi che, divisi in due fasi, videro il Venezia costretto a scendere in campo ben sette volte. Purtroppo i lagunari persero le tre gare della seconda fase con Lecco, Genoa e Perugia, venendo condannati alla retrocessione in Serie C. Per cercare di risollevare la squadra, il presidente Bigatton richiamò in panchina Carlo Alberto Quario, ma nemmeno il fedele timoniere di tanti successi del Venezia seppe risollevare le sorti dei neroverdi. Dopo un'annata di Serie C terminata a metà classifica, nella stagione successiva Quario venne esonerato già nel girone di andata. Il successore Giorgio Sereni non seppe far meglio. Con otto campionati completi, più qualche mese, Quario è stato di gran lunga l'allenatore con la maggiore militanza nella storia del Venezia.

### Anni 1970 e 1980: l'epoca buia
Abbandonati i sogni di gloria delle serie maggiori la Serie C divenne la realtà di quegli anni. Frattanto l'11 settembre 1970 si abbatte su Venezia un tornado che colpisce particolarmente l'isola di Sant'Elena, provocando vittime in città e tanti danni, tra cui lo stadio Penzo: crollano parte del muro di cinta e subisce grossi danni la tribuna e la sua copertura, che verranno ripristinate dopo molto tempo.
Nel 1970-1971 i veneziani sotto la guida di Enrico Radio colgono un quarto posto, mentre l'anno dopo con Sergio Manente sostituito poi dallo stesso Radio arrivano settimi. In queste due stagioni si mette in luce l'attaccante Roberto Bellinazzi, capace di segnare complessivamente nelle due annate 27 reti. Nel 1972-1973 il Venezia sfiora la promozione in Serie B. A guidare i nero verdi è il friulano Cesare Meucci, in campo si mettono in luce l'esperto Ardizzon, Serato, Modonese e Nello Scarpa. In testa a due giornate dalla fine, i nero verdi si fecero raggiungere da Parma e Udinese. Nell'ultima giornata allo stadio Penzo ospitarono l'Alessandria di Marchioro che inseguiva ad un punto. Al cospetto di 14.000 spettatori i nero verdi subirono la più crudele delle beffe venendo sconfitti per 2-0. La vittoria del campionato se la contesero in uno spareggio Parma e Udinese.
Nell'annata seguente sotto la guida di Ezio Volpi il Venezia tenta nuovamente la promozione rinforzato dai ritorni degli attaccanti Bellinazzi e Bianchi, del centrocampista Franco De Cecco, e dai debutti di giocatori che poi faranno un'ottima carriera come i fratelli Stefano e Carlo Trevisanello. Il campionato fu vinto dall'Alessandria mentre il Venezia si dovette accontentare del terzo posto. Fu l'ultimo campionato di vertice, poi fu un lento discendere sino a quando nel 1976-1977 il diciottesimo posto in classifica segnò la retrocessione in Serie D, una categoria che mai nella storia aveva toccato. Con la retrocessione ricomincia anche l'incertezza societaria visto che già a campionato in corso Bruno Bigatton aveva lasciato dopo dieci anni la presidenza.

Una formazione veneziana della stagione 1970-1971, durante gli anni della stabile militanza in Serie C.

Il Venezia sceglie il momento peggiore per retrocedere. Con la ristrutturazione dei campionati in atto e la prossima suddivisione in Serie C1 e Serie C2, la promozione non gli ridarebbe la categoria perduta. Nonostante le mal celate ambizioni il Venezia nella prima annata delude non riuscendo nemmeno ad ottenere un piazzamento che valga l'ammissione alla nuova Serie C2. Costretto a disputare nuovamente la Serie D il Venezia riesce finalmente a darsi un assetto societario consono con la presidenza di Vittorio Heinrich. Sulla panchina si succedono prima Humberto Rosa e poi Beniamino Cancian. Nonostante le due promozioni previste il campionato regala emozioni sino all'ultima giornata quando allo stadio Penzo arriva il già promosso Pordenone. Davanti ad un pubblico di 11.000 spettatori il Venezia riesce a vincere 1-0 grazie ad una rete di Nello Scarpa. I neroverdi ottengono la promozione sopravanzando di un punto il Montebelluna e la Romanese.
La promozione in Serie C2, se da un lato ridestò l'interesse dei tifosi, dall'altro non risolse completamente i problemi della società non ultimo quello dello stadio Penzo, la cui manutenzione da parte dell'amministrazione comunale lasciava molto a desiderare. La nuova categoria ripropose in modo continuativo il derby cittadino con la Mestrina con cui sia in Coppa Italia che in campionato il Venezia diede vita a delle contese sempre molto sentite. Nonostante un buon avvio il campionato 1979-1980 vide i nero verdi piazzarsi a centro classifica, con la punta Bresolin autore di ben 13 reti. L'estate successiva tornò sulla panchina veneziana Dino D'Alessi, con una rosa rivoluzionata ed un girone B che lungo la dorsale adriatica vide i veneziani costretti ad andare a giocare fin in Abruzzo, per il Venezia non fu una stagione semplice. Alla fine riuscì a mantenere la categoria ma a livello societario già durante il campionato il presidente Heinrich lasciò la massima carica a Bramante Siviero. Fu l'inizio di un periodo molto critico per il calcio veneziano che nell'estate vide la società passar nuovamente di mano all'imprenditore avellinese Pompeo Cesarini.

La rosa lagunare che ottenne il ritorno tra i professionisti al termine del campionato 1982-1983.

La stagione 1981-1982 nonostante i proclami del nuovo presidente, inizia male e nonostante l'arrivo dopo poche domeniche del tecnico Paolo Ferrario la situazione non migliora con il passar delle giornate. Tanto l'equilibrio del campionato come anche la passione del pubblico ma alla fine i veneziani si piazzeranno al terzultimo posto alla pari dell'Avezzano ma con un minor punteggio negli scontri diretti, la retrocessione era nei fatti. Curiosamente in quell'annata con la retrocessione del Venezia coincise la promozione in Serie C1 del Mestre. Con una società sull'orlo del fallimento è il Direttore sportivo Luciano Favero a gestire la stagione entrante che vide arrivare in laguna giocatori di qualità per tentare di vincere il campionato Interregionale. L'arrivo del tecnico Gianni Rossi sarà fondamentale per ricompattare un ambiente che incurante della situazione societaria vide numeri incredibili di presenze allo stadio, con una squadra che ben presto ipoteca la vittoria in campionato. Situazione societaria che il 25 marzo 1983 trova una sua prima soluzione con il fallimento della vecchia società e l'assegnazione provvisoria della gestione ai fratelli Luciano e Gino Mazzuccato. Società che poi sarà acquisita dagli stessi all'asta nel giugno successivo, quando ormai il campionato era stato vinto in pompa magna grazie alle 15 reti di Fantinato e ad un organico di qualità.
La nuova società si rinforzò a dovere per affrontare il campionato di Serie C2 con in panchina ancora Gianni Rossi. Arrivarono le punte Ballarin e Capuzzo, il centrocampista Tolfo e il difensore Pevarello. La neopromossa Venezia disputa un buon campionato conquistando il quinto posto, anche se rimarrà l'onta della secca sconfitta interna subita nel ritrovato derby con il Mestre (0-3). Nella stagione seguente tornano a vestire la maglia nero verde i fratelli Carlo e Stefano Trevisanello, mentre il vero colpo è a centrocampo dove viene ingaggiato Francesco Guidolin. Non è una stagione facile per i veneziani che si piazzano al quindicesimo posto, pur non rischiando mai la retrocessione. E come non bastasse iniziano a manifestarsi sempre più consistenti problemi con lo stadio Penzo cui viene ridotta la capienza a soli 2500 spettatori, poi portati con una soluzione tampone a 4845. Ben lontani dalla precedente capienza di 10.000, come anche dalle 25.000 presenze dei periodi della serie A. L'entusiasmo del presidente Luciano Mazzuccato non viene comunque meno e anche nella stagione 1985-1986 cerca di allestire una formazione capace di lottare per le posizioni di testa. Nemmeno questa volta i risultati saranno favorevoli tanto che già a dicembre viene sostituito il tecnico Dino D'Alessi con Carlo Facchin ma i lagunari continueranno ad essere impegnati sino alla fine nella lotta per la salvezza. L'unico giocatore a brillare fu ancora una volta Capuzzo con le sue 9 reti segnate, una delle quali in spettacolare rovesciata che valse la vittoria nel derby di andata con il Mestre.

Una formazione dell'annata 1984-1985; in piedi, al centro, il capitano Francesco Guidolin.

L'orizzonte della società veneziana stava comunque cambiando dato che già dal 7 gennaio 1986 si era avvicinato alla società neroverde mediante una cordata di imprenditori friulani Maurizio Zamparini che, dopo non essere riuscito ad acquistare l'Udinese, aveva spostato la propria attenzione sul Venezia acquisendo metà delle quote sociali. Interesse che si concretizzò con l'acquisto dell'intera società all'inizio della stagione 1986-1987 che per i colori veneziani significò una vera rivoluzione sia nei quadri tecnici che dell'organico dei giocatori. Sulla panchina venne richiamato Ezio Volpi mentre molti furono i giocatori acquistati tra i quali Gardiman, Fellet, Seno e l'attaccante Marchetti. Le ambizioni di Zamparini non trovarono pienamente compimento nei risultati della squadra. Dopo che sulla panchina si succedettero anche Massimo Giacomini e Franco Musco il Venezia conquistò il quinto posto, ben lontano però dalla zona promozione. Con l'arrivo di Zamparini in laguna si stava però per concretizzare un progetto che in passato era stato più volte messo sul tavolo, ma che forse solo un foresto poteva aver il coraggio di portare a termine: la fusione tra il Venezia e il Mestre.

#### 1987: la fusione col Mestre

Un'amichevole allo stadio Baracca tra VeneziaMestre e nell'annata 1987-1988.

Al termine della stagione 1986-1987 cambia l'orizzonte calcistico veneziano. Pochi mesi prima il proprietario del Mestre Guido Robazza stanco di portare avanti da solo la società aveva ceduto la stessa a Gianni Pagotto. Nel giugno 1987, consigliato anche da esponenti della giunta comunale, Zamparini rileva da Gianni Pagotto il Mestre militante all'epoca nello stesso girone della Serie C2, operando una fusione per incorporazione di quest'ultimo club nel Venezia, avvenuta ufficialmente il 26 giugno 1987.
Zamparini decide, quindi, di cambiare temporaneamente la denominazione della società lagunare in Calcio VeneziaMestre trasferendola, per la disputa delle gare interne, allo Stadio Francesco Baracca a Mestre, dove viene trasferita anche la sede della società stessa. Tale denominazione verrà mantenuta per due stagioni allorquando si ritornò alla denominazione Associazione Calcio Venezia, a novembre di quello stesso 1989 verrà inoltre ribadita sia in sede civile che in quella penale la piena titolarità da parte della società di Zamparini del nome e della tradizione del Venezia. Con la fusione cambiano anche i colori sociali al classico nero-verde viene aggiunto l'arancione, anche se negli anni a seguire ci saranno molte dispute riguardo al giusto utilizzo dei tre colori nelle varie maglie sociali. Della fusione tra le due società approfitta il Palermo che, escluso dai campionati la stagione precedente, venne rifondato nel gennaio 1987 e iscritto poi al campionato di Serie C2 1987-1988 occupando il posto lasciato libero dal Mestre.
L'incorporazione del Mestre nel Venezia determinò numerose reazioni negli ambienti dei due centri. In particolare, a Venezia città (che con lo spostamento della nuova squadra allo stadio Baracca si era sentita spodestata del proprio team) viene subito costituito, da soggetti contrari alla fusione, un Calcio Venezia che a cavallo degli anni novanta parteciperà al Campionato Nazionale Dilettanti giocando con le tradizionali divise neroverdi. Questo club scomparirà poi nei primi anni novanta dopo che, con la promozione del Venezia arancioneroverde in Serie B, verrà meno la possibilità di utilizzare lo stadio Penzo, lasciando il posto ad altre realtà meno solide economicamente che raramente raggiungeranno l'Eccellenza. Anche a Mestre furono fondate altre società; in particolare, dopo che la squadra si ritrasferì a Venezia, con la conquista della Serie B.

Giancarlo Filippini, bandiera veneziana dal 1989 al 1998.

Con la fusione la rosa della squadra viene formata con gli elementi migliori delle due squadre guidati nel campionato di Serie C2 1987-1988 dal nuovo allenatore Ferruccio Mazzola, un passato come calciatore neroverde, figlio del grande Valentino e fratello di Sandro. La rosa è rinforzata da arrivi di spessore tra i quali Filisetti, Sorbi e l'attaccante Fiorini. L'obiettivo della promozione in Serie C1 viene raggiunto, non senza qualche patema visto il secondo posto finale ad un punto dalla prima, il Mantova, e a uno dalla terza il Telgate. Nella stagione 1988-1989 la squadra viene affidata al tecnico Aldo Cerantola, zonista convinto, vengono acquistati Bencina, Gobbo, Caverzan e Mirabelli ma dopo un pessimo avvio il presidente Zamparini affida la squadra a Giovan Battista Fabbri. Il Venezia centra una sofferta salvezza grazie anche agli acquisti novembrini quali il portiere Bosaglia e l'attaccante Solimeno, autore di 9 reti. Nella stagione 1989-1990 a guidare gli arancioneroverdi è Antonio Pasinato, la squadra si classifica a ridosso delle prime, ma con gli arrivi di Andrea Poggi, Giancarlo Filippini, Perrotti e gli esordi dei giovani Paolo Poggi e Castelli si cominciano a porre le basi di una squadra che saprà dare molte soddisfazioni negli anni a venire.

### Anni 1990
Con l'inizio dell'era Zamparini, e grazie all'integrazione delle due rose del Venezia e del Mestre, la squadra venne subito promossa in C1 (stagione 1987-1988) e nell'anno successivo ottenne la salvezza che le permise di mantenere la categoria (Serie C1). Dopo due campionati di assestamento, nella stagione 1990-1991 (la quinta con Zamparini presidente dall'86-87), dopo uno spareggio per il secondo posto giocato a Cesena, davanti a 7000 tifosi veneziani e mestrini, e vinto per 2-1 contro il Como, il Venezia di Alberto Zaccheroni riconquistò la B, confermando quanto espresso dal patron all'atto dell'unione delle due società professionistiche del Comune di Venezia.
A causa della insufficiente capienza per la nuova categoria dello stadio Baracca di Mestre, venne deciso di ristrutturare e ampliare, con eliminazione della pista di atletica, lo stadio Pierluigi Penzo di Venezia, a ventitré anni dall'ultima apparizione in Serie B dei lagunari (mentre il Mestre aveva lì disputato il suo unico campionato cadetto nel 1946-1947).

Filippo Maniero, tra i maggiori protagonisti dell'epopea lagunare in Serie A sul finire del millennio.

Guidato da Walter Novellino, il Venezia chiuse alle spalle della Salernitana il torneo cadetto 1997-98 ritornando in massima serie dopo oltre un trentennio dalla precedente apparizione. Nel girone di andata del campionato 1998-99, malgrado le reti del nuovo acquisto Maniero, i lagunari rimasero inchiodati sul fondo della classifica. La svolta si compì nel mercato di gennaio, quando dall'Inter giunse in prestito il fantasista Álvaro Recoba. L'uruguaiano andò a formare, insieme a Maniero, una prolifica coppia d'attacco: furono ben 23 i gol realizzati dai due giocatori. Il loro contributo risultò fondamentale ai veneti per costruire un'insperata rimonta, con cui chiusero il torneo all'undicesimo posto.
Nell'estate 1999 Novellino fu sostituito da Luciano Spalletti. Senza l'apporto di Recoba, il Venezia andò incontro ad una stagione travagliata. Spalletti fu esonerato ad inizio novembre, salvo venire poi richiamato dopo la parentesi di Giuseppe Materazzi. Nel febbraio 2000 fu ingaggiato Francesco Oddo, che perse la semifinale di Coppa Italia (traguardo al quale il Venezia era pervenuto eliminando, tra le altre, Udinese e Fiorentina) contro la Lazio; la maggior delusione venne però rappresentata dal ritorno in B, causato da una sconfitta con gli stessi romani e dal terzultimo posto in classifica.

### Anni 2000
Per la stagione 2000-01, il presidente Zamparini mise sotto contratto Cesare Prandelli nel ruolo di allenatore. Il tecnico, reduce dalla salvezza conseguita con l'Verona, guidò la compagine lagunare all'immediata risalita in A.
Il pessimo avvio del campionato 2001-02 sfociò nell'esonero di Prandelli, rimpiazzato dal sessantenne Alfredo Magni. La classifica era tuttavia già compromessa, allorché il Venezia ottenne le prime vittorie soltanto a dicembre. La caduta in B, la seconda dell'ultimo triennio, venne resa aritmetica dalla sconfitta con il Lecce (a sua volta retrocesso a fine torneo) a fine marzo.

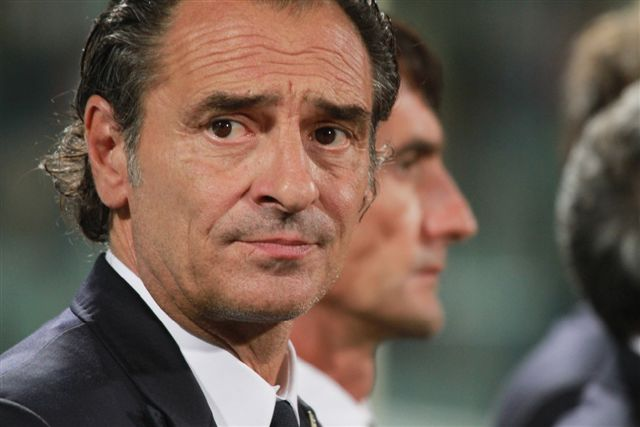
Cesare Prandelli, tecnico della promozione ottenuta al termine del campionato di Serie B 2000-2001.

A seguito dell'ultimo posto e della retrocessione, Zamparini acquistò il Palermo cedendo la società veneta – già in condizioni economiche traballanti – a Franco Dal Cin. Mentre sul campo la squadra riuscì ad ottenere due salvezze consecutive, ogni tentativo di sanare la situazione finanziaria risultò vano. Al termine del campionato 2004-05, in cui fu peraltro protagonista dell'illecito riguardo ad una partita con il Genoa, il Venezia – già retrocesso sul campo – fu dichiarato fallito.

#### La prima rifondazione
La tradizione sportiva lagunare passa quindi in dote alla nuova Società Sportiva Calcio Venezia, fondata a parità di quote dai soggetti Gruppo Guaraldo e Poletti Group, con un residuo 5% avocato al gruppo Umana. Dell'organigramma fanno parte il presidente Lorenzo Marinese, il vice presidente Arrigo Poletti, i consiglieri Ugo Poletti, Luigi Brugnaro e Vincenzo Marinese; il club si iscrisse alla C2 tramite il Lodo Petrucci. Dopo un avvio di campionato faticoso, la nomina ad allenatore di Nello Di Costanzo rivitalizza la squadra, che infine si assicura la promozione in serie C1 con due giornate di anticipo sulla fine della stagione regolare, grazie alla vittoria esterna per 3-1 contro lo Jesolo. A stagione terminata il Gruppo Guaraldo cede la propria quota di partecipazione ai fratelli Arrigo e Ugo Poletti, che diventano quindi soci di maggioranza assoluta del Venezia: la presidenza passa quindi ad Arrigo Poletti, coadiuvato dal vice Ugo Poletti e dai consiglieri Andrea Girardi, Vincenzo Marinese e Andrea Seno (direttore sportivo).
Nella stagione 2006-07 il Venezia torna pertanto nel campionato di Serie C1 e si propone quale squadra di vertice: dopo aver collezionato un buon numero di pareggi nelle prime giornate di campionato, il Venezia inizia infatti a ottenere vittorie in successione, mostrando in particolare un rendimento eccellente nel proprio stadio, ove la formazione arancioneroverde riesce a rimanere imbattuta in gare ufficiali da settembre 2005 ad aprile 2007. Ad interrompere questa striscia positiva è un 1-2 subito nell'aprile 2007 contro la Cremonese, unica squadra capace di vincere a Venezia in tale stagione. Dalla 18ª alla 23ª giornata la formazione lagunare si issa in prima posizione nella classifica del proprio girone, seppur in coabitazione con altre formazioni. Un vistoso calo nei risultati occorso a metà girone di ritorno fa tuttavia sprofondare gli arancioneroverdi sino alla 6ª posizione, con il concreto rischio di mancare l'accesso agli spareggi per la promozione in Serie B: la qualificazione a questi ultimi arriva solo all'ultimo turno, grazie alla vittoria interna per 1-0 sul Pisa con un gol segnato al 94º minuto dal centrocampista Romondini. Nella semifinale play-off il Venezia ritrova proprio il Pisa, che infine passa il turno grazie al pareggio per 1-1 ottenuto al Penzo e alla vittoria per 3-1 all'Arena Garibaldi.
Ripresentatosi al via della Serie C1 per il secondo anno consecutivo, il Venezia inizia il campionato con difficoltà, tanto che il nuovo allenatore Corradini (già vice di Deschamps alla Juventus) viene presto esonerato e sostituito dapprima da Paolo Favaretto ad interim e poi da Fulvio D'Adderio, reduce da una promozione in B sfiorata alla guida del Foggia. Sotto la sua gestione è protagonista il bomber Marco Veronese, autore alla settima giornata già di cinque reti: i veneti, pur se con risultati altalenanti, riescono comunque a tenersi nella parte alta della classifica. Lo scarso rendimento in trasferta costa infine la panchina anche a D'Adderio, in sostituzione del quale viene "promosso" l'allenatore degli allievi Nazionali Michele Serena, che debutta battendo il Padova nel derby del 16 marzo al Penzo. Egli non riesce tuttavia a rilanciare stabilmente il Venezia, che di lì a poco incappa in tre sconfitte consecutive (sul campo del Novara, in casa contro il meno quotato Manfredonia e ancora in trasferta contro la Paganese, ultima in classifica) e precipita a soli sei punti dai play-out a 4 partite dal termine. Gli arancioneroverdi riescono infine ad evitare gli spareggi vincendo per 4-1 sul Monza.
Nell'estate 2008 la società, ormai sotto totale controllo dei Poletti, evidenzia carenze patrimoniali e finanze dissestate: l'iscrizione alla Prima Divisione (nuovo nome della Serie C1) viene garantita soltanto grazie all'intervento del Casinò di Venezia e dell'amministrazione comunale del capoluogo. Il direttore sportivo Andrea Seno, pur disponendo di risorse limitate, riesce a rinnovare la rosa: accanto alle conferme del portiere Giuseppe Aprea, del capitano Mattia Collauto e della bandiera Paolo Poggi (al suo ultimo anno di attività) vengono inseriti numerosi elementi giovani.
L'avvio di campionato evidenzia ben presto i limiti tecnici della squadra, che subìsce una lunga serie di risultati negativi; nel tentativo di invertire la tendenza il tecnico Michele Serena viene esonerato e sostituito da Stefano Cuoghi.
Né tale scelta, né l'arrivo nel mercato di gennaio di 7 nuovi giocatori, riesce a rilanciare la squadra, che perde posizioni in classifica fino ad arrivare ad essere il fanalino di coda del proprio girone. Ad aggravare la situazione intervengono le parallele vicende imprenditoriali dei fratelli Poletti, che acuiscono il dissesto finanziario del Venezia, non più in grado di pagare gli stipendi dei giocatori, né di assicurare una corretta gestione delle strutture d'allenamento, cumulando peraltro nel corso della stagione 4 punti di penalità.
Il 24 febbraio Cuoghi viene a sua volta esonerato e al suo posto viene reintegrato Michele Serena, che riesce a rilanciare la squadra e a condurla al penultimo posto nel girone, sufficiente per l'accesso ai play-out salvezza contro la Pro Sesto: il doppio confronto si risolve in una vittoria casalinga lagunare per 3-1 all'andata e un pareggio per 1-1 in trasferta al ritorno, sancendo la salvezza del Venezia.
Siffatto risultato viene però vanificato dalle difficoltà societarie: i fratelli Poletti, dichiaratisi non in grado di iscrivere la squadra al seguente campionato, cedono il Venezia al misconosciuto faccendiere anglo-iraniano Shahrdad Golban, il quale nonostante l'aiuto del comune di Venezia non riesce a garantire i liquidi necessari per la ricapitalizzazione. L'8 luglio 2009 la SSC Venezia viene pertanto estromessa dalla Lega Pro e radiata dai ruoli federali.
Alcuni mesi dopo il tribunale civile di Venezia decreta il fallimento di tale società, il cui stato passivo viene stimato tra i 10 e i 15 milioni di euro: in virtù di ciò e di altre frodi rilevate a loro carico, viene irrogato un provvedimento di custodia cautelare contro i fratelli Poletti, infine condannati per bancarotta.
Ad alcuni mesi di distanza diviene di dominio pubblico la notizia che Golban, acquirente del Venezia dai Poletti, si era interessato alla società solo per scopi illeciti, essendo il prestanome di un gruppo di speculatori in incognito.

#### La seconda rifondazione con Pizzigati e Rigoni
Durante l'estate 2009, apparendo concreto il pericolo che Venezia rimanga senza una realtà calcistica cittadina, il sindaco in carica Massimo Cacciari si avvale delle norme federali inerenti al trasferimento della tradizione sportiva dei club calcistici e sovrintende personalmente alla fondazione di una nuova società, la cui gestione viene affidata all'avvocato Mauro Pizzigati, già presidente del Casinò di Venezia.
Tale società viene formalmente costituita il 27 luglio 2009 con la denominazione Foot Ball Club Unione Venezia: riconosciuta come legittima erede del SSC Venezia, essa viene successivamente ammessa in sovrannumero al girone C del campionato di Serie D per la stagione 2009-2010. La denominazione sociale intende rispecchiare fedelmente la storia del sodalizio arancioneroverde: la sigla F.B.C. connotava infatti il Venezia all'atto della fondazione, nel 1907, mentre il termine Unione rimarca la natura composita della società, discendente diretta del club unico nato dalla fusione tra Venezia e Mestre nel 1987.
Alla presidenza viene transitoriamente confermato l'avvocato Pizzigati in attesa di un auspicato intervento di nuovi imprenditori; nell'organigramma vengono inoltre confermati il direttore sportivo Andrea Seno e il segretario generale Leandro Casagrande. La guida tecnica della prima squadra viene affidata all'ex vice-allenatore e responsabile delle giovanili Paolo Favaretto, affiancato dal vice Nicola Marangon.
Dato il ridotto lasso di tempo intercorso tra fondazione societaria, raduno dei giocatori e assortimento della rosa (in cui vengono confermate le "bandiere" Mattia Collauto e Massimo Lotti), la squadra si rivela inizialmente poco competitiva, subendo due sconfitte nelle prime due gare. Dalla terza giornata essa riesce tuttavia a crescere, andando a collocarsi nelle zone alte della classifica del girone. La stagione regolare si chiude così al terzo posto, alle spalle di Montichiari ed Este. Nei play-off (atti a stilare le graduatorie per eventuali ripescaggi) l'Unione Venezia supera l'U.S. Jesolo per 1-0, ma perde la finale contro l'Union Quinto per 2-0.
Frattanto nel mese di marzo 2010 l'imprenditore Enrico Rigoni (padre del giocatore Simone Rigoni) rileva la totalità delle quote societarie e ne assume il controllo; inizialmente l'organigramma societario e sportivo tuttavia non variano e l'avv. Pizzigati mantiene la carica di presidente.

### Anni 2010

#### Da Rigoni a Korablin
In vista della stagione 2010-2011 il patron Enrico Rigoni si dichiara non disposto a supportare il club veneziano in categorie superiori alla Serie D, rinunciando pertanto ad inviare la domanda di ripescaggio in Lega Pro Seconda Divisione, giudicata troppo onerosa.
Un gruppo di tifosi, preoccupati per il futuro del club, decide contestualmente di fondare un'associazione denominata VeneziaUnited (proclamatasi supporters' trust del club arancioneroverde), che alla luce dell'inattività societaria organizza e gestisce in proprio la campagna abbonamenti per la nuova stagione e apre un sito internet d'informazione suppletivo. Viene anche aperta una sottoscrizione per l'acquisizione di quote del capitale sociale, allo scopo di affiancare Rigoni nella gestione del club e rendere la stessa maggiormente partecipata e democratica. Quest'ultimo proposito non sfocia tuttavia in un accordo tra le parti e il trust resta escluso dalla gestione del club.
Si registrano al contempo variazioni nei quadri dirigenziali: il segretario Leandro Casagrande si dimette e passa al Treviso, mentre l'allenatore Favaretto viene esonerato e sostituito da Enrico Cunico, proveniente dal Montebelluna.
In campionato il Venezia si rivela fin dall'inizio molto competitivo, conseguendo tre vittorie e una sconfitta nelle prime quattro giornate. Successivamente un ciclo di risultati utili porta i lagunari alla vetta solitaria in classifica, con tre punti di vantaggio sul Treviso. Lo scontro diretto dell'andata, disputato allo stadio Omobono Tenni, si chiude però con la vittoria per 3-1 dei trevigiani, che agganciano i lagunari in testa.
La situazione amministrativa del club non è tuttavia stabile: le precarie condizioni di salute del patron Rigoni (colpito da una grave malattia) lasciano il club privo di una chiara guida manageriale. Di riflesso alcuni giocatori importanti giocatori come Pianu e Di Napoli si svincolano e indeboliscono la squadra, che incappa in prestazioni negative e si stacca dalla vetta della classifica.
Il 10 febbraio 2011 Mauro Pizzigati si dimette dalla carica di presidente e annuncia l'avvenuto passaggio di proprietà dell'Unione Venezia ad un gruppo di imprenditori russi capeggiati da Yuri Korablin (ex colonnello dell'esercito sovietico ed ex sindaco di Chimki, città ove aveva costituito una squadra di calcio e una di basket), che di lì a poco assume la presidenza del sodalizio, diventando il primo presidente di una società calcistica italiana di nazionalità russa. Al suo fianco vi sono Aleks Samokhin, Massimo Venturini, Ignazio Guerra e (con una quota minoritaria) l'ex patron Enrico Rigoni, che tuttavia morirà appena un mese dopo la transazione.
Forte del ritrovato equilibrio amministrativo, l'Unione Venezia riaffianca il Treviso in vetta alla classifica e stacca le squadre avversarie; il secondo scontro diretto coi biancazzurri, giocato in uno stadio Penzo quasi esaurito (circa 6 000 spettatori, record stagionale per la Serie D) il 27 marzo 2011, si chiude tuttavia con un pareggio per 1-1 che sancisce il mantenimento della prima posizione per il Treviso. L'incapacità di superare la capolista costa infine il posto all'allenatore Cunico, sollevato dall'incarico a seguito di una sconfitta contro il Rovigo e sostituito da Gianluca Luppi. Nemmeno la nuova gestione riesce tuttavia ad evitare che il Venezia chiuda la stagione regolare al secondo posto, valido per l'accesso ai play-off, ove gli arancioneroverdi battono il San Paolo Padova per 1-0, ma perdono la finale regionale contro il SandonàJesolo per 2-3. Protagonista stagionale è l'attaccante Emil Zubin, capocannoniere del campionato con 25 reti.
Durante l'estate 2011 la società dichiara più volte di voler richiedere il ripescaggio in Seconda Divisione, salvo poi all'ultimo momento non presentare la documentazione necessaria e mantenersi nuovamente in Serie D.
Al contempo si verifica un'ulteriore ridefinizione dei quadri societari: gli imprenditori russi che prendono il controllo totale del sodalizio e rinnovano il consiglio d'amministrazione, estromettendo il D.S. Andrea Seno e l'allenatore Gianluca Luppi, sostituiti rispettivamente da Oreste Cinquini e David Sassarini.
Nella stagione 2011-2012 l'Unione si propone nuovamente al vertice: alla 18ª giornata gli arancioneroverdi sono capolista nel loro girone con undici lunghezze di vantaggio sulla seconda in classifica. Nelle giornate successive però la squadra inanella dei risultati negativi che portano alla sostituzione in panchina di David Sassarini con l'esperto Giancarlo Favarin, che rileva la squadra con soli 5 punti di vantaggio. Ad inizio aprile, a quattro giornate dalla fine della stagione regolare, il pareggio con l'MM Sarego per 1-1 costa all'Unione la perdita del primato solitario, ove si issa il Delta Porto Tolle. I lagunari riescono tuttavia a recuperare continuità nei risultati utili e a riprendersi la vetta solitaria, garantendosi infine la promozione in Lega Pro con una giornata d'anticipo.
La lunga e combattuta stagione si conclude con la vittoria dello Scudetto Dilettanti, in virtù del successo per 3-2 nella finale giocata a Gubbio contro il Teramo. Per il secondo anno di fila Emil Zubin si conferma capocannoniere del girone con 23 reti.
Nel campionato di Seconda Divisione 2012-13 l'Unione parte a rilento, senza riuscire a trovare una buona continuità di risultati, anche per colpa di numerosi infortuni ai tesserati e della rosa assemblata in ritardo. Dopo la sconfitta a Castiglione nella seconda giornata di ritorno, gli arancioneroverdi sono a metà classifica, con 6 vittorie e altrettanti pareggi e sconfitte. L'allenatore Diego Zanin viene sollevato dall'incarico e al suo posto viene chiamato Stefano Sottili, già vincitore della categoria alla guida del Carpi nel 2010-11. Grazie anche ad un azzeccato mercato di riparazione (con l'innesto di Riccardo Bocalon, dalla Prima Divisione), comincia la risalita dei lagunari, che inanellano una striscia di risultati utili consecutivi (sette vittorie e due pareggi) rientrando in piena zona play-off. Complice anche la crisi delle formazioni di vertice, Savona e Pro Patria, a metà aprile la promozione diretta pare essere alla portata, ma qualche i due pareggi consecutivi con Alessandria e Giacomense relegano l'Unione Venezia al terzo posto al termine della stagione regolare, valido per giocare i play-off. Nella semifinale la squadra di Sottili prevale sui lombardi del Renate (1-1 a Meda, e 1-0 nel ritorno, giocato allo stadio Piergiovanni Mecchia di Portogruaro a causa dell'inagibilità del Penzo) e giunge così nella finale promozione contro il Monza. Dopo un pareggio a reti bianche ottenuto in trasferta, la gara di ritorno vede i brianzoli condurre a lungo per 1-2: nei minuti finali tuttavia il Venezia riesce a ribaltare la situazione, con le reti di Bocalon e D'Appolonia che fissano il risultato sul 3-2. Davanti a 4000 spettatori lagunari che assiepano gli spalti Mecchia l'Unione così può festeggiare la promozione in Prima Divisione, a quattro anni dall'ultima apparizione. Protagonisti della stagione sono Denis Godeas, capocannoniere della squadra con 18 centri tra campionato e play-off, oltre ai due veneziani sovracitati, Davide D'Appolonia, anch'egli in doppia cifra (11 gol tra campionato e play-off), e Riccardo Bocalon (8 reti tra campionato e play-off).
In vista della stagione 2013-2014 la rosa viene largamente rinnovata; in panchina viene chiamato il tecnico Alessandro Dal Canto. L'obiettivo dichiarato è il raggiungimento dei play-off, che per questa stagione, a causa della riforma dei campionati della Lega Pro, si estendono fino alla nona posizione in classifica. La squadra, a seguito della vittoria casalinga contro l'AlbinoLeffe, chiude il girone d'andata al terzo posto, a sole sei lunghezze dal primo posto. Il girone di ritorno tuttavia è foriero di una crisi di risultati, che riduce i lagunari al decimo posto finale, fuori dunque dalla corsa promozione.

#### Il disimpegno di Korablin e il nuovo fallimento
Alla vigilia del campionato 2014-2015 l'obiettivo dichiarato della dirigenza è di lottare per le prime posizioni del tabellone. In panchina viene riconfermato Dal Canto, che tuttavia rimedia cinque sconfitte nelle prime nove gare. Il neo direttore sportivo De Franceschi, che in estate ha sostituito Andrea Gazzoli, lo esonera e sceglie al suo posto un altro ex veneziano, Michele Serena. La squadra conclude l'annata al 13º posto nel girone A della Lega Pro, con 43 punti guadagnati e 3 punti di penalità irrogati a seguito di inadempienze amministrative: già a campionato in corso infatti il presidente Korablin (le cui attività imprenditoriali sono divenute meno redditizie a causa della svalutazione del rublo e delle sanzioni economiche comminate alla Russia) cessa di onorare le pendenze finanziarie del club e demanda all'avvocato Fausto Baratella l'incarico di cederlo e sanarne le carenze patrimoniali. Il 13 luglio 2015, non essendo riuscito a portare a termine il proprio incarico, l'avvocato Baratella annuncia la mancata iscrizione del FBC Unione Venezia al campionato di Lega Pro 2015-2016, con susseguente estromissione dai campionati professionistici.
Entra frattanto in gioco l'avvocato veneziano Gianalberto Scarpa Basteri, che nel maggio 2015 aveva acquistato all'asta fallimentare i marchi delle disciolte S.S.C. Venezia e A.C. Venezia, nonché alcuni trofei: in virtù di tale transazione egli si proclama legittimo erede della tradizione sportiva veneziana risalente al 1907 e nel mese di luglio fonda, con un gruppo di soci e l'appoggio di alcuni tifosi, un nuovo club denominato Calcio Venezia 1907, adottante i colori sociali nero-verdi e basato dapprima provvisoriamente a Sacca Fisola, poi al campo sportivo Bacini-Arsenale, nel sestiere veneziano di Castello (negli anni la sede delle partite verrà più volte trasferita). Tale realtà viene iscritta alla Terza Categoria locale nei medesimi giorni della cessazione delle attività dell'Unione Venezia.

#### La terza rifondazione con la cordata statunitense: dalla D alla B in due anni

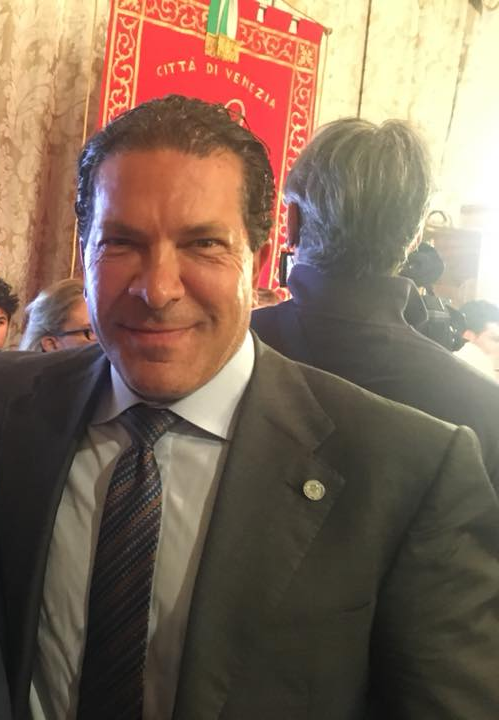
Joe Tacopina, presidente del Venezia dal 2015 al 2020, ricostituì la società nei dilettanti e la riportò tra i professionisti.

Nel mentre tuttavia le normali procedure di trasferimento del titolo sportivo dell'Unione proseguono, sotto la regia del sindaco in carica Luigi Brugnaro, beneficiario dell'art. 52 delle normative federali. Il 21 luglio seguente a Roma viene dunque firmato l'atto notarile di costituzione di un nuovo soggetto giuridico, denominato Venezia Football Club Società Sportiva Dilettantistica e patrocinato da una cordata statunitense ufficialmente capeggiata da James A. Daniels, imprenditore edile e CEO della High Ridge Brands (holding attiva nella produzione e distribuzione di detergenti, attiva nel Nordamerica), coadiuvato dagli avvocati Alessandro Vasta e Giuseppe Santarelli. Nell'organigramma rientrano altresì l'ex direttore generale della vecchia società Dante Scibilia e l'esperto direttore sportivo Giorgio Perinetti. Tale nuovo soggetto societario viene riconosciuto come unico continuatore della disciolta Unione Venezia ed erede della tradizione sportiva risalente al 1907. A fronte delle proteste e delle rivendicazioni del summenzionato club di Terza Categoria, che invoca l'esclusiva dell'uso del nome del capoluogo veneto, in base a un'interpretazione molto restrittiva dell'articolo 17 delle normative FIGC, la Federazione interviene affermando che tale capo normativo non prevede l'impossibilità per più squadre di inserire il medesimo nome cittadino nella ragione sociale, sancendo la desistenza delle due realtà societarie in questione.
Il 6 ottobre la carica di presidente del nuovo club, che era stata assunta a titolo temporaneo da Daniels, passa all'avvocato newyorkese Joe Tacopina, appena dimessosi dai vertici del Bologna e divenuto azionista di maggioranza del rifondato club arancioneroverde. La squadra, guidata dapprima da Paolo Favaretto e poi da Giancarlo Favarin, viene autorizzata a ripartire dal girone C di Serie D: dopo un iniziale testa a testa con il Campodarsego, protrattosi per tutto il girone d'andata, la vittoria nello scontro diretto giocato al Penzo il 28 febbraio 2016 lancia il "nuovo" Venezia solitariamente in testa alla classifica. Il 24 aprile 2016 il pareggio per 3 a 3 contro l'Union Ripa La Fenadora sancisce la vittoria del girone e la promozione in Lega Pro degli arancioneroverdi con due giornate d'anticipo sulla fine della stagione regolare. Nell'arco della stagione la squadra segna (tra campionato, coppa e poule scudetto) più di 100 reti, risultando l'attacco più prolifico tra tutte le squadre comprese tra Serie A e Serie D: capocannoniere stagionale è Matteo Serafini, autore di 21 goal.

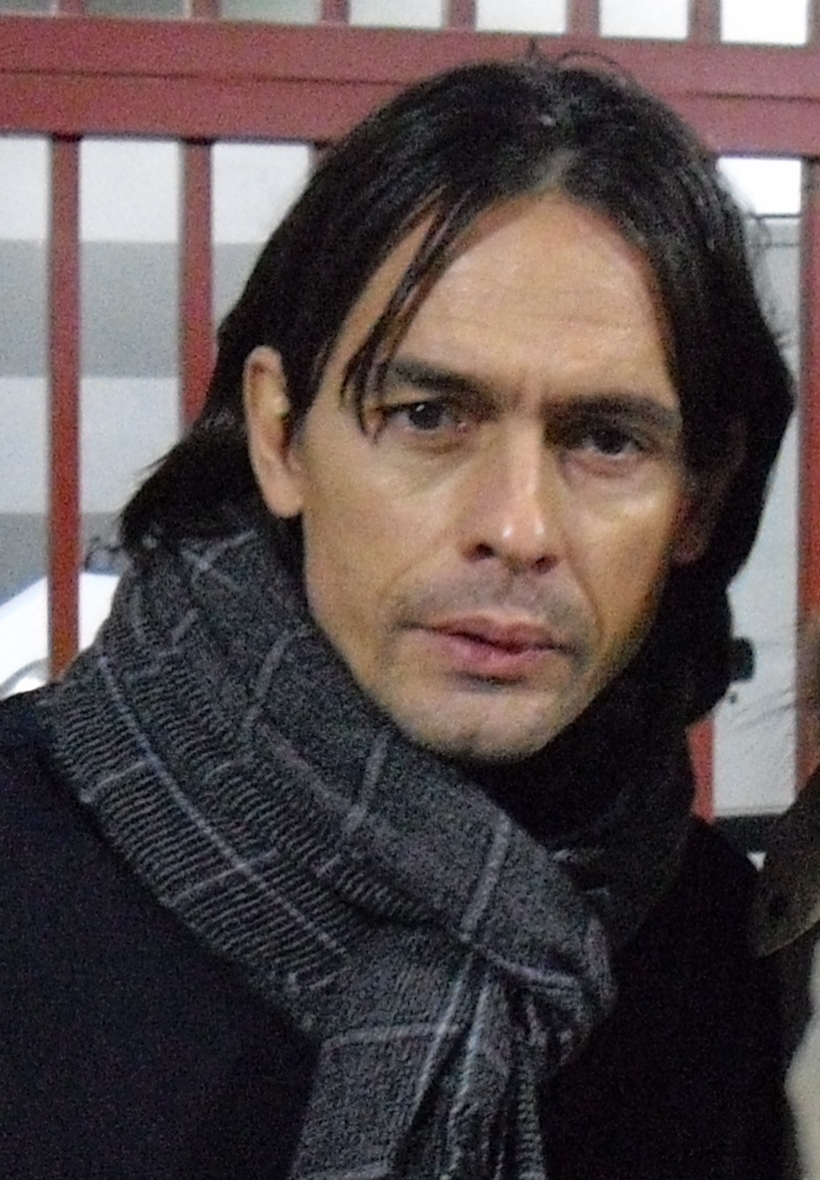
Filippo Inzaghi, allenatore del double minore composto da campionato e Coppa Italia Lega Pro nella stagione 2016-2017.

Alla vigilia del campionato 2016-2017 la società semplifica la denominazione in Venezia Football Club e decide di affidare la panchina della prima squadra a Filippo Inzaghi. Inserita nel girone B di Lega Pro la formazione lagunare, forte di un organico assemblato con giocatori d'esperienza in categorie superiori quali Alexandre Geijo, Maurizio Domizzi, Simone Bentivoglio e Agostino Garofalo, si propone fin dalle prime giornate come pretendente alla promozione: issatasi in prima posizione sul finire del girone d'andata, riesce progressivamente a distaccare le inseguitrici (su tutte Parma, Pordenone e Padova) e infine ad assicurarsi la matematica vittoria del proprio raggruppamento con tre giornate d'anticipo sulla fine della stagione regolare, grazie al pareggio casalingo per 1-1 ottenuto il 15 aprile 2017 contro il Fano. Il Venezia riconquista pertanto la Serie B dopo 12 anni d'assenza. La squadra chiude la stagione con la miglior difesa del raggruppamento (appena 29 gol subiti) e il secondo miglior attacco, portando al gol ben 16 giocatori; i migliori marcatori stagionali per i lagunari sono Stefano Moreo e Alexandre Geijo che chiudono la stagione entrambi con 10 reti all'attivo.
Analogamente coronato da successo è il cammino in Coppa Italia Lega Pro, trofeo che il Venezia vince per la prima volta nella sua storia il 26 aprile 2017, imponendosi in casa per 3-1 sul Matera ribaltando così la sconfitta esterna per 1-0 rimediata nella partita di andata in terra lucana. In aggiunta, l'arancioneroverde Nicola Ferrari risulta capocannoniere della competizione con 6 gol all'attivo.

#### Il ritorno in Serie B
Nella stagione 2017-2018 il Venezia conferma gran parte della rosa dell'anno precedente, inserendo qualche acquisto di categoria come Siniša Anđelković, Gianmarco Zigoni, Marco Pinato e Matteo Bruscagin, oltre all'arrivo in prestito del giovane portiere scuola Juventus Emil Audero. La squadra di Inzaghi parte con l'obiettivo dichiarato di raggiungere una salvezza tranquilla, ma dimostra fin da subito di avere le carte in regola per giocarsi le posizioni di vertice. Nel frattempo, il direttore sportivo Giorgio Perinetti lascia la società lagunare per accasarsi al Genoa, lasciando il posto al giovane Leandro Rinaudo. Dopo un ottimo avvio, la squadra lagunare entra in crisi tra novembre e dicembre, mancando l'appuntamento con la vittoria per ben 9 partite di fila e sottolineando cronici problemi in fase realizzativa. Tuttavia il Venezia si riprende alla grande nel girone di ritorno, grazie soprattutto all'exploit del giovane centrocampista sloveno Leo Štulac e all'arrivo dell'attaccante ex Cittadella Gianluca Litteri, iniziando una cavalcata che lo porterà al quinto posto in campionato, piazzamento che permette così ai lagunari di assicurarsi la partecipazione ai play-off. 
Il Venezia supera agevolmente il primo turno battendo il Perugia 3-0 al Penzo, ma deve arrendersi in semifinale al Palermo pareggiando in casa 1-1 e perdendo la gara di ritorno al Barbera 1-0, abbandonando così il sogno di ritornare nella massima serie del campionato italiano.
L'anno successivo la squadra ha molte più difficoltà: in estate la squadra ha perso Audero e Štulac (andati entrambi in Serie A rispettivamente alla Sampdoria e al neopromoso Parma), e Inzaghi (divenuto allenatore del Bologna) viene rimpiazzato da Stefano Vecchi che ha ben figurato con la primavera dell'Inter. Tuttavia Vecchi non ripete quanto fatto a Milano e dopo 4 punti in 7 giornate viene esonerato e sostituito da Walter Zenga che eredita la squadra terzultima in classifica; dopo un iniziale miglioramento nei risultati con 15 punti nelle prime 8 gare, la squadra ha un calo a partire da metà dicembre e il 5 marzo, dopo 3 sconfitte consecutive (e 7 punti in 11 gare), Zenga viene esonerato e rimpiazzato da Serse Cosmi. Con Cosmi la squadra continua a faticare ottenendo solo 2 vittorie in 11 gare che portano la squadra a giocare i play-out dopo il successo in rimonta per 3-2 in casa del Carpi arrivando ad affrontare la Salernitana. Contro i campani i veneti perdono 2-1 in trasferta, per poi vincere 1-0 al ritorno; questo prolunga la sfida fino ai rigori dove ad avere la meglio sono i granata per via degli errori di Simone Bentivoglio e Mauro Coppolaro. Tuttavia, a seguito dei problemi finanziari del Palermo, il 12 luglio il Venezia viene riammesso in Serie B..

### Anni 2020

#### Il ritorno in Serie A
La stagione 2019-2020 si apre con rinnovata fiducia ed entusiasmo: viene ingaggiato il diesse Fabio Lupo mentre il nuovo allenatore è Alessio Dionisi. Viene quasi rivoluzionata del tutto la rosa con acquisti importanti quali Mattia Aramu e Antonio Vacca. In campionato il Venezia fatica in casa, ma in trasferta è un rullo compressore; sono ben sette le vittorie lontano dal Penzo, compresi gli acuti con Perugia, Chievo, Spezia e Pisa. A dieci giornate dal termine, il torneo viene interrotto a causa della sopraggiunta pandemia di COVID-19, con i lagunari in zona play-out; alla ripresa, alle soglie dell'estate, la squadra cambia passo e chiude all'undicesimo posto in classifica, mettendo in mostra un bel gioco e una delle migliori difese della categoria.
A stagione finita il tecnico Dionisi, che pure aveva paventato la volontà di proseguire l'incarico, accetta l'offerta dell'Empoli; in sua sostituzione viene ingaggiato Paolo Zanetti. Al contempo Joe Tacopina esce dalla compagine societaria, che subisce un rimpasto nella composizione azionaria: il controllo della società passa al soggetto VFC Newco 2020 LLC e la presidenza è attribuita a Duncan Niederauer. L'organigramma registra la risoluzione consensuale di Fabio Lupo e il cambio di mansione delle ex-"bandiere" Mattia Collauto e Paolo Poggi, che diventano rispettivamente direttore sportivo e direttore tecnico; a loro viene affiancato l'analista italo-americano Alexander Menta, fautore di un approccio alla costruzione della squadra ispirato alla sabermetrica, ovvero fortemente imperniato su modelli matematici e analisi statistica dei singoli giocatori.
In campionato gli arancioneroverdi si propongono tra le squadre di vertice, lottando finanche per la promozione diretta: la stagione regolare si chiude al quinto posto, con susseguente accesso ai play-off. Dopo aver eliminato il Chievo al preliminare e il Lecce in semifinale, il Venezia accede alla finale contro i corregionali del Cittadella. Il Venezia vince l'andata in trasferta per 0-1, mentre la partita di ritorno allo stadio Pier Luigi Penzo vede gli avversari granata andare a segno e poi ottenere la superiorità numerica in virtù di un'espulsione tra i lagunari. Il Cittadella tenta ripetutamente di violare la difesa del Venezia (avvantaggiato dalla miglior posizione in stagione regolare), ma invano; infine, al 3º minuto di recupero del secondo tempo, Bocalon segna su contropiede la rete dell'1-1, che sancisce la promozione in Serie A degli arancioneroverdi dopo 19 anni di assenza.
Tornati in massima serie e sulle ali dell'entusiasmo, viene confermato Zanetti, artefice della promozione. La squadra in vista del nuovo campionato, vede diversi volti nuovi in rosa, soprattutto stranieri pescati in diversi campionati europei e qualche giovane di buone speranze dal campionato nordamericano di MLS. Tra gli acquisti si segnalano Mattia Caldara (voglioso di rifarsi dopo qualche annata sfortunata tra Milan e Atalanta causa infortuni), Thomas Henry (vice capocannoniere del campionato belga della passata stagione), David Okereke (ex Spezia) e Gianluca Busio (giovane statunitense con passaporto italiano, già nel giro della propria nazionale). Dopo aver disputato una serie di buone amichevoli in terra olandese, il Venezia si appresta a disputare la prima gara ufficiale della stagione, vale a dire l'esordio in Coppa Italia contro il Frosinone. La partita si rivela più dura del previsto, con i ciociari che vengono eliminati solo ai rigori. La corsa dei veneziani in coppa si arresterà con la sconfitta di gennaio ad opera dell'Atalanta. Il debutto in campionato avviene il 22 agosto sul campo del San Paolo contro il Napoli, dove il Venezia esce sconfitto per 2-0. La prima vittoria in A per mister Zanetti arriva alla terza giornata ad Empoli, mettendo così a referto i primi punti nella massima serie. Seguiranno dei risultati altalenanti per tutto il girone di andata, con delle vittorie contro squadre più attrezzate (Roma, Bologna e Fiorentina) e sconfitte contro dirette concorrenti (Spezia e Salernitana) rimanendo comunque in linea con le aspettative. Dal mercato di riparazione di gennaio arrivano Nani, N'same, Ullmann, Cuisance e Mateju, ma il loro apporto non si rivelerà positivo per le sorti della squadra. Il girone di ritorno vede invece un Venezia molto più in difficoltà, con punti raccolti solo contro Empoli, Torino e Genoa, facendosi recuperare terreno dalle inseguitrici (Salernitana e Cagliari). Comincia un periodo di grave crisi per gli arancioneroverdi, che dopo la vittoria contro il Torino inanellano 8 sconfitte consecutive, che costano la panchina a Zanetti. Al suo posto viene chiamato l'allenatore della primavera Soncin, ma neanche questo cambio sembra spezzare l'inerzia, con altre due sconfitte che portano a 10 il filotto consecutivo. In una situazione di classifica già gravemente compromessa, a tre gare del termine i lagunari tornano a vincere contro il Bologna in un rocambolesco 4-3 al Penzo, ma la retrocessione arriva matematicamente alla giornata successiva, complice vittoria della Salernitana. Il Venezia onorerà le ultime due giornate di campionato, con due pareggi, uno all'Olimpico contro la Roma e all'ultima giornata in casa contro il Cagliari, che costa la Serie B anche ai rossoblù. A fine stagione, per divergenze con la società, Paolo Poggi si dimette dalla carica di responsabile dell'area tecnica e al DS Collauto non viene rinnovato il contratto.

#### L'altalena tra A e B
La stagione 2022-2023 vede la conferma di buona parte della rosa (la cui costruzione, in assenza di un effettivo DS – l'interim viene assunto dal segretario generale Davide Brendolin – vede quale attore principale l'analista tattico Alex Menta, affiancato dal nuovo direttore tecnico Cristian Molinaro e dal responsabile scouting Morris Donati), con alcuni inserimenti tra i quali spiccano l'attaccante finlandese Joel Pohjanpalo e il centrocampista russo Denis Čeryšev. In panchina, previo pagamento della clausola rescissoria al Südtirol, arriva Ivan Javorcic. La squadra arancioneroverde, alla prova del campionato, palesa difficoltà e si trova presto in zona retrocessione. Nondimeno, dalla fine della stagione precedente erano sorti attriti tra società e tifoseria, con quest'ultima che esprime ripetutamente il proprio disappunto sia per i risultati sul campo (e per la fine del rapporto con le ex "bandiere" Poggi e Collauto), sia per la strategia comunicativa del club, accusata di puntare più sul marketing che sull'aspetto sportivo, nonché per l'atteggiamento chiuso a qualsiasi forma di dialogo e a tratti apertamente ostile verso la "piazza".
Il 31 ottobre, dopo 6 sconfitte subìte in 11 giornate, sia il capo allenatore che il suo staff (l'allenatore in seconda Alessandro Gamberini e il preparatore atletico Alberto Berselli) vengono esonerati. Dopo il breve interim di Andrea Soncin, dalla 13ª giornata la squadra è affidata al tecnico Paolo Vanoli. La mossa fa da preludio a un complessivo rimpasto dell'organigramma, col presidente Niederauer che ai primi di dicembre si scusa con i tifosi per gli screzi dei mesi precedenti; di lì a poco le due figure chiave del reparto comunicazione, Ted Philipakos e Sonya Kondratenko, lasciano il Venezia dopo 8 anni. Al contempo la direzione sportiva viene affidata a Filippo Antonelli, che nel mercato invernale inizia un'opera di snellimento della rosa, allontanando alcuni elementi (quali Ridgeciano Haps e Mickael Cuisance) ritenuti non adeguatamente integrati, anche allo scopo di ridurre l'oneroso monte ingaggi. Le scelte si rivelano produttive, con la squadra che riesce dapprima a uscire dalla zona play-out, risale la classifica (grazie anche alla ritrovata vena realizzativa di Pohjanpalo) e infine si qualifica ai play-off, dove gli arancioneroverdi escono già al primo turno per mano del Cagliari.
La stagione seguente il Venezia staziona sempre tra i primi posti e conclude il campionato al 3º posto, dietro a Parma e Como. AI play-off la squadra di Vanoli elimina il Palermo e in finale ha la meglio sulla Cremonese (0-0 all'andata e 1-0 al ritorno con gol vittoria di Gytkjaer), tornando in Serie A dopo due stagioni. La stagione nella massima serie tuttavia si rivela poco fortunata, in quanto la squadra si classifica al diciannovesimo posto e torna immediatamente in Serie B dopo una stagione.

## Colori e simboli

### Colori
Nel primo triennio d'esistenza il Venezia adottò maglie partite in rosso e blu, dai colori sociali delle precedenti società Costantino Reyer e Palestra Marziale. Tali colori erano tuttavia rappresentativi anche del Genoa, squadra basata a Genova, ovvero una città storicamente ostile alla Serenissima, sicché nel 1909 si decise di sostituirli col nero e il verde: a strisce verticali fino al 1913 e orizzontali dal 1929 al 1930.
Dopo la stagione 1929-1930, in coincidenza con cambio di denominazione del club in Società Sportiva Serenissima, il colore delle maglie divenne il rosso veneziano (mutuato dal gonfalone cittadino e dalla bandiera di San Marco), che rimase in uso fino all'annata 1934-1935, ove la squadra ritornò al nome Venezia e ai colori neroverdi.
Normalmente la divisa era composta da una casacca verde con finiture nere, pantaloncini neri e calzettoni bicolori.
| Manica sinistra · Maglietta · Maglietta · Manica destra · Pantaloncini · Calzettoni |
| FBC Venezia (1907-1909)                                                             |

| Manica sinistra · Maglietta · Manica destra · Pantaloncini · Calzettoni |
| SS Serenissima (1930-1934)                                              |

| Manica sinistra · Manica sinistra · Maglietta · Maglietta · Manica destra · Manica destra · Pantaloncini · Calzettoni · Calzettoni |
| AC Venezia (1909-1930; 1934-1987)                                                                                                  |

Nel 1987 la fusione tra Venezia e Mestre ha sancito l'affiancamento dell'arancione (tinta peculiare del club mestrino) al neroverde veneziano. A seguito di tale variazione dei colori sociali il Venezia non ha più avuto un modello "fisso" di maglia, cambiando soluzione stagione dopo stagione: ciò ha fatto sorgere discussioni e controversie in merito all'adeguatezza e all'equilibrio dei design via via adottati, nei quali sovente uno dei tre colori veniva giudicato penalizzato rispetto agli altri. In molti casi si è quindi optato per soluzioni a base nera (tinta comune ad ambedue le anime cittadine), relegando l'arancio e il verde alle finiture.
Nella stagione 2007-2008, in memoria del centenario dalla fondazione del Venezia FBC, la squadra utilizzò una maglia celebrativa color rosso veneziano, del tutto analoga a quella della SS Serenissima.

### Simboli ufficiali
Gli stemmi storici della società, pur evolvendosi radicalmente nel corso dei decenni quanto a forma dello scudo e denominazione sociale, hanno sempre mantenuto tra i propri elementi chiave il richiamo ai colori sociali e il Leone di San Marco simbolo della città lagunare nonché della Repubblica Serenissima.
Dalla stagione 2022-2023, pur mantenendo gli stilemi tradizionali del Venezia, la società adotta per la prima volta un logo in senso stretto, disegnato dallo studio Bureau Borsche di Monaco di Baviera: una "V" maiuscola dorata e dai contorni neri, con tocchi di arancioverde sugli apici e inglobante la silhouette del muso del Leone marciano, la cui criniera ricorda peraltro il "pettine" della prua della gondola veneziana, mentre i bracci della "V" evocano le ali. Una variante del logo include la scritta VENEZIA FC.

Stemma dell'AC Venezia usato dal 1997 al 2005
Stemma della SSC Venezia usato dal 2005 al 2009
Stemma del FBC Unione Venezia usato dal 2013 al 2015
Stemma del Venezia FC usato dal 2015 al 2017
Stemma del Venezia FC usato dal 2017 al 2022
Stemma del Venezia FC in uso dal 2022
Variante dello stemma del Venezia FC in uso dal 2022

## Strutture

### Stadio

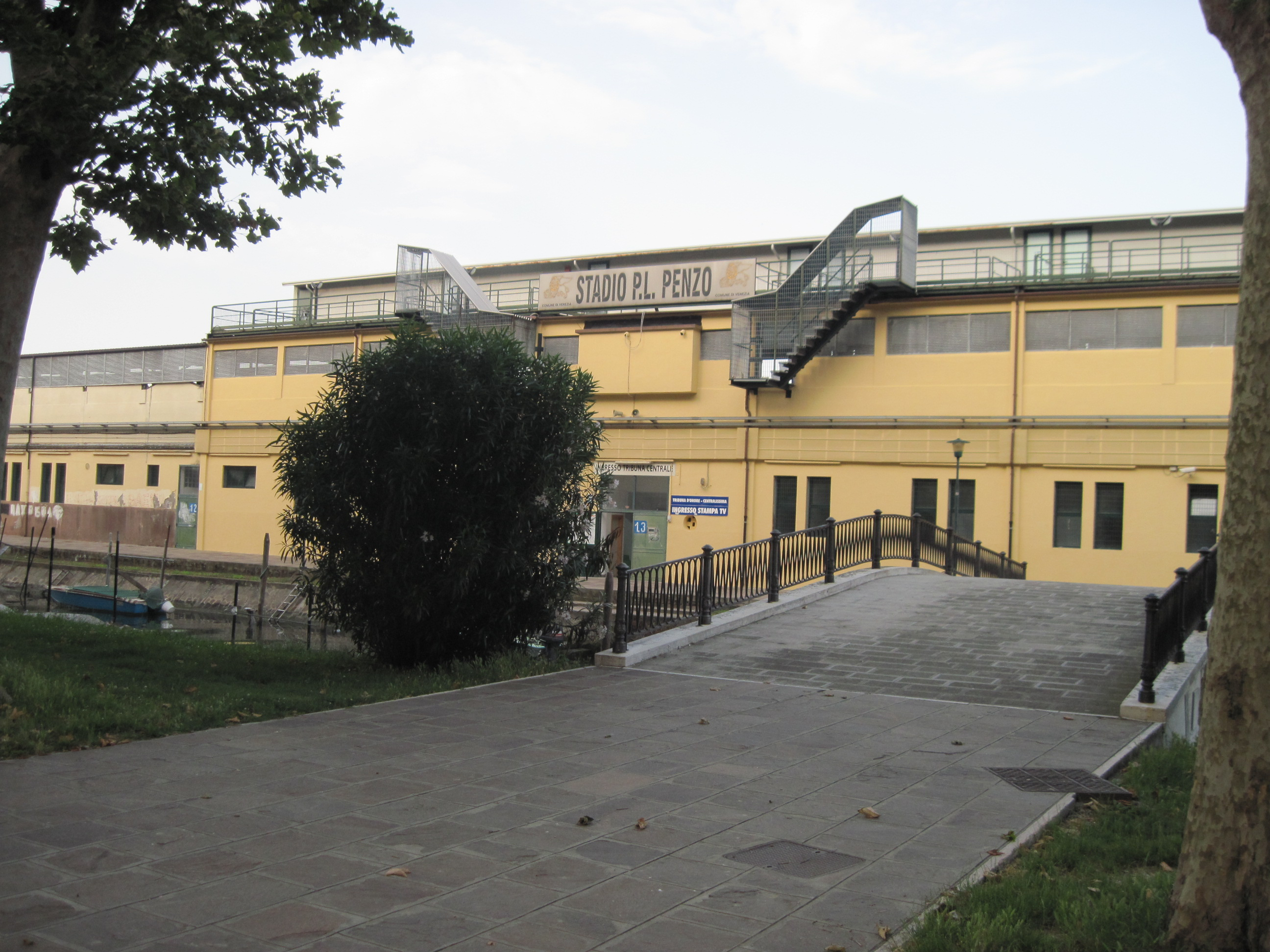
Lo stadio Pier Luigi Penzo

Pressoché ininterrottamente dal 1913, la squadra disputa le sue gare interne nello stadio Pier Luigi Penzo di Venezia. La capienza si aggira attorno agli 8000 spettatori (ridotta per rispetto delle norme di sicurezza); l'impianto comunque può raggiungere la capienza massima di 16.500 posti. Negli anni 1960 arrivò ad ospitare fin 26.000 persone, nonostante la capienza fosse minore.
Dedicato alla memoria dell'omonimo aviatore il quale partecipò alla Grande Guerra, è il secondo impianto per anzianità tra quelli in cui giocano società professionistiche italiane, dopo lo stadio Luigi Ferraris di Genova inaugurato nel 1911.
Il Penzo è una struttura unica in Italia, per il fatto di poter essere raggiunto solo in barca o a piedi. Il progetto di un nuovo stadio nel Comune di Venezia, e precisamente in terraferma, è un argomento molto dibattuto già a partire dagli anni 1960, ma per il momento lo storico Penzo rimane l'unico vero impianto adeguato alle serie professionistiche del capoluogo veneto.
Nel corso della sua storia, il club lagunare ha inoltre usufruito di altri due impianti: lo stadio Francesco Baracca di Mestre nel quadriennio 1987-1991, durante il periodo della fusione tra il Venezia e il Mestre, e in maniera più sporadica lo stadio Pier Giovanni Mecchia di Portogruaro nella stagione 2013-2014.

### Centro di allenamento
Sia la prima squadra che le giovanili svolgono i loro allenamenti presso il Centro Sportivo Taliercio, posto accanto all'omonimo palasport a Mestre, in località Cavergnago.
Nel 2021 la giunta comunale di Venezia, titolare della proprietà, ha deliberato la conferma della concessione del centro al Venezia FC per una durata di 40 anni, approvando al contempo un progetto di ampliamento e potenziamento presentato dal club.
I lavori di ampliamento, finanziati anche con l'emissione di un bond, sono costati circa 10 milioni di euro (a fronte di un preventivo di 7 milioni); una volta conclusi, il 23 giugno 2023, il centro del Taliercio è stato ufficialmente inaugurato sotto il nome di Ca' Venezia. Il complesso dispone pertanto di 6 campi da gioco destinati a tutte le selezioni societarie (prima squadra, sezione femminile, settore giovanile), di cui uno principale illuminato, dotato di tribuna parzialmente coperta e ristoro, che ospita le gare interne della squadra A femminile. Gli edifici di servizio ospitano gli spogliatoi, la palestra, la sala stampa, locali di rappresentanza (compresa una terrazza panoramica) e alcuni servizi aperti al pubblico e la sede amministrativa della società.
La convenzione del 2021 prevede che il Comune di Venezia mantenga il diritto a "finestre" di fruizione in proprio della struttura, ad esempio per la realizzazione di eventi sportivi giovanili.

## Società
Il Venezia Football Club è una società a responsabilità limitata partecipata al 100% dal soggetto di diritto statunitense VFC Newco 2020 LLC (limited liability company), che al 2022 era compartecipato da nove soci, cinque dei quali siedono nel CDA del club stesso.

### Organigramma societario
Organigramma aggiornato al 19 settembre 2023.
- Duncan Niederauer - Presidente
- Filippo Antonelli - Direttore sportivo
- Cristian Molinaro - Direttore area tecnica
- Vincenzo Todaro - Team manager

Consiglio d'amministrazione
- Iván Córdoba
- John Goldman
- Ricky Nardis
- Andrea Rogg
- John Tapinis

### Sponsor
Di seguito la cronologia di fornitori tecnici e sponsor del Venezia.
| Cronologia degli sponsor tecnici - 1978-1984 ... - 1984-1985 Ennerre - 1985-1987 ABM - 1987-1989 Giacomin Sport - 1989-1991 Umbro - 1991-1994 Diadora - 1994-1995 Giacomin Sport - 1995-1998 Virma - 1998-2001 Kronos - 2001-2005 Kelme - 2005-2010 Joma - 2010-2012 Lotto - 2012-2013 Puma - 2013-2014 HS Football - 2014-2021 Nike - 2021-2024 Kappa - 2024- Nocta |

## Allenatori e presidenti
- 1907-1911  Walter Aemisseger
- 1911-1912  Mario Vivante
- 1912-1913  Luigi Vianello
- 1913-1915 Commissione Sportiva:  Luigi Vianello,  Eugenio Barbon,  Vasco Taddio
- 1919-1920 Commissione Sportiva:  Luigi Vianello,  Achille Panichi,  Lamberto Heinz
- 1920-1921  Aldo Federici
- 1921-1922  Luigi Vianello
- 1922-1925  Augusto Moroni
- 1925-1927  Franz Sedlacek
- 1927-1928  Aldo Nordio
- 1928-1929  Antal Mally
- 1929-1930  Rudolf Stanzel
- 1930-1931  Karl Stanzel
- 1931-1932  Giuseppe Girani
- 1932-1933  Giovanni Borgato (1ª-?ª)
 Achille Gama (?ª-34ª)
- 1933-1934  Bortolo Simonato
- 1934-1935  Imre János Bekey
- 1935-1937  József Bánás
- 1937-1938  Károly Csapkay (1ª-?ª)
 Giovanni Battista Rebuffo (?ª-34ª)
- 1938-1939  Luigi Barbesino (1ª-23ª)
 Giuseppe Girani (24ª-34ª)
- 1939-1940  Giuseppe Girani
- 1940-1941  Giuseppe Girani (1ª-6ª)
 Giovanni Battista Rebuffo (7ª-30ª)
- 1941-1942  Giovanni Battista Rebuffo
- 1942-1943  Giovanni Battista Rebuffo (1ª-18ª)
 János Vanicsek (19ª-30ª e spareggi)
- 1944  Nereo Marini e  Vittorio Tortora
- 1945-1946  Giovanni Battista Rebuffo
- 1946-1947  Nereo Marini
- 1947-1948  Alfredo Foni (1ª-?ª)
 Giuseppe Girani (?ª-34ª)
- 1948-1949  Mario Villini
- 1949-1950  Astro Galli e  Giuseppe Girani (D.T.) (1ª-4ª)
 Astro Galli (5ª)
 Astro Galli e  Ivo Fiorentini (D.T.) (6ª-38ª)
- 1950-1951  Felice Arienti (1ª-18ª)
 Sandro Puppo (19ª-42ª)
- 1951-1952  Sandro Puppo (1ª-5ª)
 Mario Villini (6ª-38ª)
- 1952-1953  Guido Testolina
- 1953-1954  Giuseppe Antonini
- 1954-1955  Giovanni Brezzi
- 1955-1959  Carlo Alberto Quario
- 1959-1960  Giovanni Costanzo
- 1960-1963  Carlo Alberto Quario
- 1963-1964  Sandro Puppo (1ª-22ª)
 Camillo Achilli (23ª-38ª)
- 1964-1965  Camillo Achilli
- 1965-1967  Armando Segato
- 1967-1968  Armando Segato (1ª-21ª)
 Roberto Lerici (22ª-37ª)
 Armando Segato (38ª-42ª e spareggi)
- 1968-1969  Carlo Alberto Quario
- 1969-1970  Carlo Alberto Quario (1ª-?ª)
 Giorgio Sereni (?ª-38ª)
- 1970-1971  Enrico Radio
- 1971-1972  Sergio Manente (1ª-?ª)
 Enrico Radio (?ª-38ª)
- 1972-1973  Cesare Meucci
- 1973-1974  Ezio Volpi
- 1974-1975  Cesare Meucci
- 1975-1976  Luciano Lupi
- 1976-1977  Mario Ardizzon (1ª-?ª)
 Giovanni Veglianiti (?ª-?ª)
 Mario Ardizzon (?ª-38ª)
- 1977-1978  Danilo Perli
- 1978-1979   Humberto Rosa (1ª-?ª)
 Beniamino Cancian (?ª-34ª)
- 1979-1980  Beniamino Cancian
- 1980-1981  Dino D'Alessi
- 1981-1982  Leonardo Costagliola (1ª-?ª)
 Paolo Ferrario (?ª-34ª)
- 1982-1983  Paolo Ferrario (1ª-?ª)
 Gianni Rossi (?ª-30ª)
- 1983-1984  Gianni Rossi
- 1984-1985  Guido Mammi (1ª-?ª)
 Carlo Facchin (?ª-34ª)
- 1985-1986  Dino D'Alessi (1ª-?ª)
 Carlo Facchin (?ª-34ª)
- 1986-1987  Ezio Volpi (1ª-?ª)
 Massimo Giacomini (?ª-?ª)
 Franco Musco (?ª-34ª)
- 1987-1988  Ferruccio Mazzola
- 1988-1989  Aldo Cerantola (1ª-?ª)
 Giovan Battista Fabbri (?ª-34ª)
- 1989-1990  Antonio Pasinato (1ª-?ª)
 Giuseppe Sabadini (?ª-34ª)
- 1990-1991  Alberto Zaccheroni
- 1991-1992  Alberto Zaccheroni (1ª-19ª)
 Rino Marchesi (20ª-28ª)
 Alberto Zaccheroni (29ª-38ª)
- 1992-1993  Alberto Zaccheroni (1ª-23ª)
 Pietro Maroso (24ª-29ª)
 Alberto Zaccheroni (30ª-38ª)
- 1993-1994  Pietro Maroso
- 1994-1995  Gianni Bui e  Gian Piero Ventura (1ª-2ª)
 Luigi Maifredi (3ª-12ª)
 Gabriele Geretto (13ª-14ª)
 Gian Piero Ventura (15ª-29ª)
 Gabriele Geretto (30ª-38ª)
- 1995-1996  Giuseppe Marchioro (1ª-8ª)
 Gianfranco Bellotto (9ª-38ª)
- 1996-1997  Gianfranco Bellotto (1ª-2ª)
 Walter De Vecchi e  Franco Fontana (3ª-28ª)
 Gianfranco Bellotto (29ª-38ª)
- 1997-1999  Walter Novellino
- 1999-2000  Luciano Spalletti (1ª-8ª)
 Giuseppe Materazzi (9ª-11ª)
 Luciano Spalletti (12ª-20ª)
 Francesco Oddo (21ª-34ª)
- 2000-2001  Cesare Prandelli
- 2001-2002  Cesare Prandelli (1ª-5ª)
 Alfredo Magni (6ª)
 Sergio Buso (7ª)
 Alfredo Magni (8ª-34ª)
- 2002-2003  Gianfranco Bellotto
- 2003-2004  Angelo Gregucci
- 2004-2005  Julio César Ribas (1ª-21ª)
 Ezio Glerean (22ª-35ª)
 Andrea Manzo (36ª-42ª)
- 2005-2006  Andrea Manzo (1ª-5ª)
 Nello Di Costanzo (6ª-34ª)
- 2006-2007  Nello Di Costanzo
- 2007-2008  Giancarlo Corradini (1ª)
 Paolo Favaretto (2ª-17ª)
 Salvo Fulvio D'Adderio (18ª-25ª)
 Michele Serena (26ª-34ª)
- 2008-2009  Michele Serena (1ª-11ª)
 Stefano Cuoghi (12ª-23ª)
 Michele Serena (24ª-34ª e play-out)
- 2009-2010  Paolo Favaretto
- 2010-2011  Enrico Cunico (1ª-31ª)
 Gianluca Luppi (32ª-34ª e play-off)
- 2011-2012  David Sassarini (1ª-19ª)
 Giancarlo Favarin (20ª-34ª)
- 2012-2013  Diego Zanin (1ª-19ª)
 Stefano Sottili (20ª-34ª e play-off)
- 2013-2014  Alessandro Dal Canto
- 2014-2015  Alessandro Dal Canto (1ª-9ª)
 Michele Serena[153] (10ª-38ª)
- 2015-2016  Paolo Favaretto (1ª-15ª)
 Giancarlo Favarin (16ª-38ª)
- 2016-2018  Filippo Inzaghi
- 2018-2019  Stefano Vecchi (1ª-7ª)
 Walter Zenga (8ª-27ª)
 Serse Cosmi (28ª-38ª e play-out)
- 2019-2020  Alessio Dionisi
- 2020-2021  Paolo Zanetti
- 2021-2022  Paolo Zanetti (1ª-33ª) 
 Andrea Soncin (34ª-38ª)
- 2022-2023  Ivan Javorčić (1ª-11ª)
 Andrea Soncin (12ª)
 Paolo Vanoli (13ª-38ª)
- 2023-2024  Paolo Vanoli
- 2024-2025  Eusebio Di Francesco

- 1907-1928  Aldo Federici
- 1928-1929  Giovanni Marcello
- 1929-1931  Giorgio Suppiej
- 1931-1932  Ludovico Muratori
- 1932-1938  Giulio Tiso
- 1938-1946  Arnaldo Bennati
- 1946-1947  Arnaldo Bennati
 Domenico Chiesa (Commiss. straord.)
- 1947-1948  Ferruccio Ferrarin
- 1948-1949  Carlo Francesconi
- 1949-1950  Comitato di reggenza: Cini, Chiesa, Girani, Messinis, Morterra, Rossi, Zanotti
- 1950-1951  Giovanni Barbini
- 1951-1953  Carlo Francesconi
- 1953-1958  Mario Valeri Manera
- 1958-1960  Bruno Boccanegra
- 1960-1961  Anacleto Ligabue (Commiss. straord.)
- 1961-1962 Comitato di reggenza
- 1962-1963  Lorenzo Bettini (Commiss. straord.)
- 1963-1964 Comitato di reggenza
- 1964-1967  Mario Gatto (Commiss. straord.)
- 1967-1968  Giorgio Giorgi
- 1968-1977  Bruno Bigatton
- 1977-1981  Vittorio Heinrich
- 1981-1982  Pompeo Cesarini
- 1982-1987  Arturo Mazzuccato
- 1987-2002  Maurizio Zamparini
- 2002-2005  Franco Dal Cin (Amm. unico)
- 2005-2006  Lorenzo Marinese
- 2006-2009  Arrigo Poletti
- 2009-2011  Mauro Pizzigati
- 2011-2015  Jurij Korablin
- 2015  James A. Daniels
- 2015-2020   Joe Tacopina
- 2020-  Duncan Niederauer

## Calciatori

### Vincitori di titoli
Calciatori campioni d'Asia
- Hiroshi Nanami (Libano 2000)

## Palmarès

### Competizioni nazionali
- Coppa Italia: 1

1940-1941

### Competizioni giovanili
- Torneo Internazionale Città di Gradisca - Trofeo Nereo Rocco: 1

2017

### Altre competizioni
- Campionato italiano di Serie B: 2

1960-1961, 1965-1966
- Campionato italiano Serie C: 2

1935-1936 (girone A), 1955-1956
- Coppa Italia Serie C: 1

2016-2017
- Campionato italiano Lega Pro: 1

2016-2017 (girone B)
- Scudetto Serie D: 1

2011-2012
- Campionato italiano Serie D: 2

2011-2012 (girone C), 2015-2016 (girone C)
- Prima Categoria

Campione del Veneto: 1911-1912
- Campione Regionale (Veneto)[154]: 1

1944

## Statistiche e record

### Partecipazione ai campionati
| Livello | Categoria                  | Partecipazioni | Debutto   | Ultima stagione | Totale |
| ------- | -------------------------- | -------------- | --------- | --------------- | ------ |
| 1º      | Prima Categoria            | 4              | 1908-1909 | 1919-1920       | 21     |
| 1º      | Prima Divisione            | 1              | 1921-1922 | 1921-1922       | 21     |
| 1º      | Divisione Nazionale        | 2              | 1928-1929 | 1945-1946       | 21     |
| 1º      | Serie A                    | 14             | 1939-1940 | 2024-2025       | 21     |
| 2º      | Seconda Divisione          | 4              | 1922-1923 | 1925-1926       | 46     |
| 2º      | Prima Divisione            | 2              | 1926-1927 | 1927-1928       | 46     |
| 2º      | Serie B                    | 40             | 1929-1930 | 2025-2026       | 46     |
| 3º      | Serie C                    | 14             | 1935-1936 | 1976-1977       | 23     |
| 3º      | Serie C1                   | 5              | 1988-1989 | 2007-2008       | 23     |
| 3º      | Lega Pro Prima Divisione   | 2              | 2008-2009 | 2013-2014       | 23     |
| 3º      | Lega Pro                   | 2              | 2014-2015 | 2016-2017       | 23     |
| 4º      | Serie C2                   | 9              | 1979-1980 | 2005-2006       | 12     |
| 4º      | Lega Pro Seconda Divisione | 1              | 2012-2013 | 2012-2013       | 12     |
| 4º      | Serie D                    | 2              | 1977-1978 | 2015-2016       | 12     |
| 5º      | Serie D                    | 4              | 1978-1979 | 2011-2012       | 5      |
| 5º      | Campionato Interregionale  | 1              | 1982-1983 | 1982-1983       | 5      |

È esclusa la partecipazione alla stagione 1943-1944, essendo competizione non ufficiale FIGC. Agli albori del club vennero disputati 4 campionati di Prima Categoria organizzati dal Comitato Regionale Veneto.

### Statistiche individuali

#### Partite e reti totali nei campionati
Le classifiche delle presenze e delle reti tengono conto di tutti i campionati disputati dalla compagine lagunare dalla sua fondazione avvenuta nel 1907, coppe escluse.
Aggiornato al 19 gennaio 2025.
| Record di presenze - 269 Gianni Grossi (1960-1969) - 256 Marco Modolo (2009-2010; 2015-2024) - 255 Mario Tesconi (1954-1957; 1958-1964 - 220 Giancarlo Filippini (1989-1993; 1994-1998) - 218 Mattia Collauto (2004-2012) - 217 Paolo Poggi (1989-1992; 2002-2003; 2004; 2006-2009) - 215 Mario Ardizzon (1956-1963; 1971-1974) - 202 Roberto Bellinazzi (1967-1969; 1970-1972; 1973-1974) - 197 Francesco Pernigo (1938-1947) - 191 Giovanni Bubacco (1957-1969) | Record di reti - 70 Francesco Pernigo (1938-1947) - 54 Filippo Maniero (1998-2002) - 52 Roberto Bellinazzi (1967-1969; 1970-1972; 1973-1974) - 49 Giovanni Alberti (1938-1947) - 48 Emil Zubin (2010-2012) - 47 Joel Pohjanpalo (2022-2025) - 44 Paolo Poggi (1989-1992; 2002-2003; 2004; 2006-2009) - 39 Gino Raffin (1960-1963) - 38 Adriano Zecca (1947-1949) - 35 Raffaele Cerbone (1993-1996) - 35 Luigi Capuzzo (1982-1987) |

## Tifoseria
Secondo un'indagine condotta e pubblicata annualmente da due società specializzate in sondaggi e ricerche di mercato, la StageUp e la Ipsos, al 2021 la squadra poteva contare su un seguito stimato in circa 220 000 tifosi.

### Storia

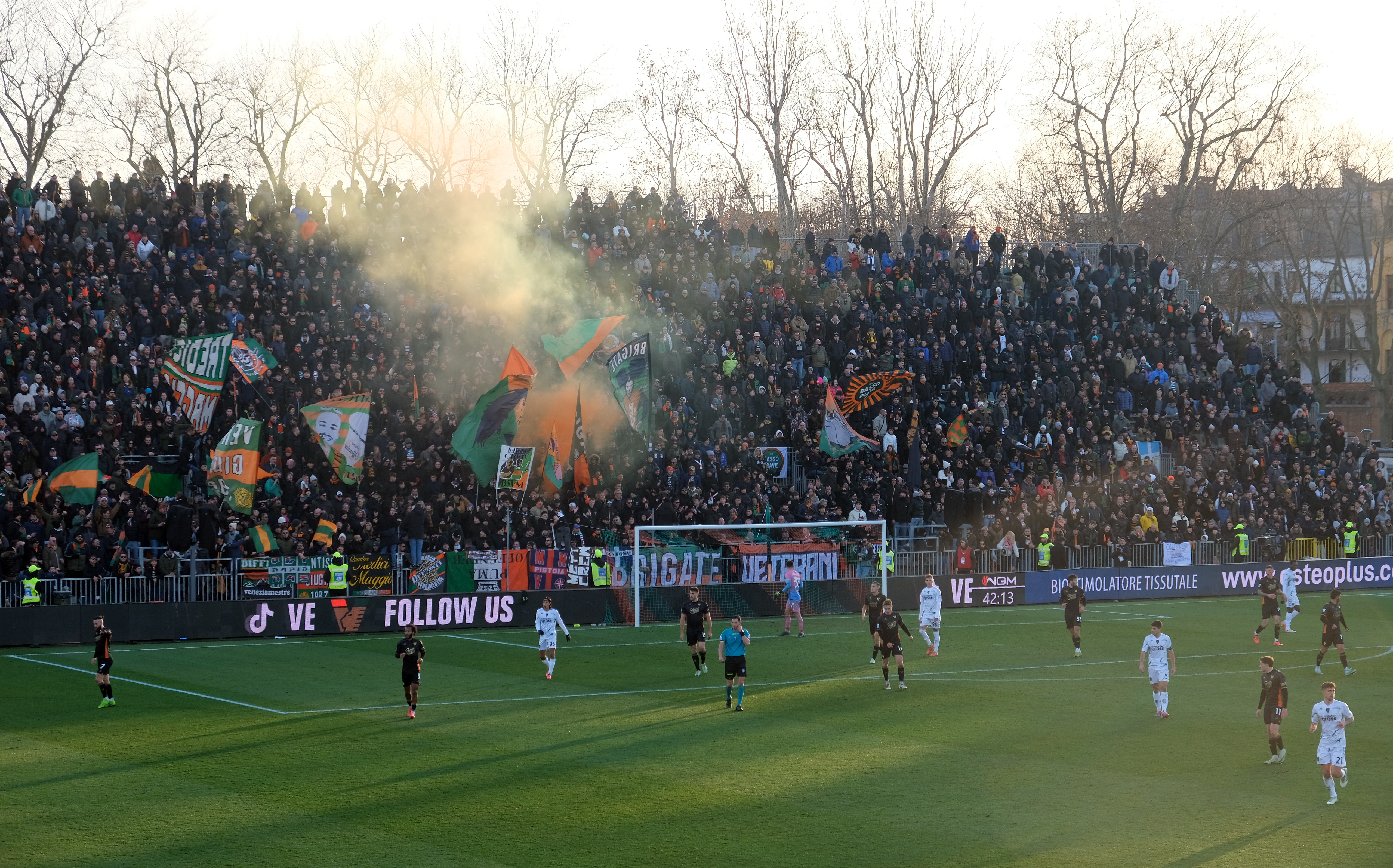
La curva sud dello Stadio Pier Luigi Penzo di Venezia, sede della tifoseria organizzata lagunare

Il panorama del tifo organizzato veneziano (che tradizionalmente ha la sua "sede" nella curva sud dello stadio Pier Luigi Penzo), risentendo della storia del calcio cittadino, presenta un aspetto complesso e variegato.
Tra i primi gruppi d'ispirazione ultras al seguito del Venezia vi furono i Panthers, la Gioventù Neroverde e le Brigate Neroverdi, tutti costituitisi negli anni 1970 e 1980 e poi scioltisi nel giro di poco più di un decennio.
Tra i più longevi gruppi legati allo storico Venezia neroverde si annovera la Vecchia Guardia 1986, scioltasi nel 1994. Essa mantenne una posizione critica nei confronti della fusione col Mestre: nel 2011 alcuni ex-membri di tale fazione diedero origine al club Associazione Culturale Cuore Neroverde Venezia 1907, che rifiutò i rapporti con la curva "unionista" e si stabilì nella tribuna laterale del Penzo fino alla stagione 2013-2014, allorché disconobbe definitivamente l'allora F.B.C. Unione Venezia e decise invece di seguire i dilettanti dell'A.S.D. Laguna Venezia.
Nel 1987, a seguito della fusione tra Venezia e Mestre, gran parte della tifoseria organizzata si costituì nel gruppo Ultras Unione, che rimase a capo della "curva" arancioneroverde fino al 2006. Negli anni da questa sigla fuoriuscirono le formazioni Rude Fans e Nuova Guardia, che poi a loro volta si sciolsero nel Terzo millennio.
Cessati gli Ultras Unione, nel 2006 si costituì il Gate 22 - A sostegno di un ideale, che prese il nome dallo "spicchio" del settore distinti dello stadio Penzo in cui scelse di stabilirsi. Al contempo la curva sud, rimasta priva di un gruppo di riferimento e divisa su base politica, si articolò nei collettivi Vecchi Ultrà, Curva Sud, Old Firm e Zona d'Ombra.
Nella seconda metà del 2012 cessarono di esistere sia il Gate 22, sia i Vecchi Ultrà; un anno prima i sostenitori della curva avevano intrapreso nuovamente un percorso unitario, costituendo la Curva Sud VeneziaMestre (in sigla CSVM), che scelse un approccio dichiaratamente apolitico per superare la divisione del lustro precedente.
Al di fuori del panorama ultrà, il punto di riferimento del tifo moderato fu storicamente il Centro Coordinamento Venezia clubs, poi scissosi in due realtà, l'Associazione Venezia clubs e il Centro coordinamento clubs Venezia-Mestre.

### Gemellaggi e rivalità
La tifoseria veneziana intrattiene, o ha intrattenuto, gemellaggi con i collettivi al seguito di Modena, Pistoiese, Cosenza, Rapid Vienna e Fidelis Andria. Rapporti amichevoli o di rispetto vigono nei confronti dei supporter di Sandonà, Union Clodiense CS, Salernitana; in ambito extracalcistico, inoltre, vi è un'amicizia coi tifosi della squadra di hockey su ghiaccio del Bolzano.
Forti rivalità sono coltivate verso Padova – il relativo derby è estremamente sentito da ambedue le tifoserie –, Treviso, Verona, Bologna, Parma, Reggiana, Palermo, Bari, Como e Fiorentina; da notare il caso del Vicenza, con cui nel 1980 nacque un'amicizia che perdurò per il resto del decennio, tuttavia in seguito trasformatasi in un acceso antagonismo.
Altre rivalità vigono nei confronti delle "curve" di Torino, Spezia, Brescia, Cesena, Piacenza, Pisa, Pescara, Virtus Verona e Mestre, quest'ultima una contrapposizione portata avanti da quei tifosi mestrini che ricusano la fusione societaria del 1987.

## Organico

### Rosa 2025-2026
Rosa aggiornata al 16 agosto 2025.
| N. |                        | Ruolo | Calciatore              |
| -- | ---------------------- | ----- | ----------------------- |
| 1  | Serbia (bandiera)      | P     | Filip Stanković         |
| 2  | Lussemburgo (bandiera) | D     | Seid Korač              |
| 3  | Belgio (bandiera)      | D     | Joël Schingtienne       |
| 4  | Croazia (bandiera)     | D     | Bartol Franjić          |
| 5  | Suriname (bandiera)    | D     | Ridgeciano Haps         |
| 6  | Stati Uniti (bandiera) | C     | Gianluca Busio          |
| 7  | Rep. Ceca (bandiera)   | A     | Daniel Fila             |
| 8  | Italia (bandiera)      | C     | Issa Doumbia            |
| 9  | Italia (bandiera)      | A     | Andrea Adorante         |
| 10 | Ecuador (bandiera)     | A     | John Yeboah             |
| 11 | Italia (bandiera)      | C     | Gaetano Oristanio       |
| 12 | Italia (bandiera)      | P     | Filippo Neri            |
| 14 | Italia (bandiera)      | C     | Hans Nicolussi Caviglia |
| 16 | Italia (bandiera)      | D     | Michael Venturi         |

| N. |                    | Ruolo | Calciatore              |
| -- | ------------------ | ----- | ----------------------- |
| 17 | Guinea (bandiera)  | C     | Cheick Condé            |
| 19 | Islanda (bandiera) | C     | Bjarki Steinn Bjarkason |
| 20 | Belgio (bandiera)  | D     | Richie Sagrado          |
| 21 | Italia (bandiera)  | C     | Mattia Compagnon        |
| 22 | Italia (bandiera)  | P     | Alessandro Plizzari     |
| 23 | Italia (bandiera)  | P     | Matteo Grandi           |
| 24 | Italia (bandiera)  | C     | Nunzio Lella            |
| 30 | Austria (bandiera) | D     | Michael Svoboda         |
| 32 | Ghana (bandiera)   | C     | Alfred Duncan           |
| 33 | Croazia (bandiera) | D     | Marin Šverko            |
| 71 | Spagna (bandiera)  | C     | Kike Pérez              |
| 80 | Spagna (bandiera)  | A     | Antonio Casas           |
| 93 | Italia (bandiera)  | C     | Federico Tavernaro      |

### Staff tecnico
Staff aggiornato al 16 agosto 2025.
- Giovanni Stroppa - Allenatore
- Pierluigi Iervese - Allenatore in seconda
- Francesco Bordin - Collaboratore tecnico
- Nicola Caccia - Collaboratore tecnico
- Catello Senatore - Preparatore dei portieri
- Andrea Disderi - Preparatore atletico
- Massimo Neri - Preparatore atletico
- Stefano Romano - Capo Match Analyst
- Alessio Chiarin - Match Analyst
- Davide Lamberti - Match Analyst
- Filippo Antonelli Agomeri - Direttore sportivo
- Cristian Molinaro - Direttore tecnico
- Vincenzo Todaro - Team manager
- Filipo Vittadini - Responsabile area medica
- Nicolò Carraro - Responsabile sanitario